# Histoire de l'Espagne
Cet article concerne l’histoire d’Espagne. Pour le pays, voir Espagne.
 (mai 2024).
Si vous disposez d'ouvrages ou d'articles de référence ou si vous connaissez des sites web de qualité traitant du thème abordé ici, merci de compléter l'article en donnant les références utiles à sa vérifiabilité et en les liant à la section « Notes et références ».

L'actuelle organisation territoriale de l'Espagne.

L'histoire de l'Espagne, pays du sud-ouest de l'Europe qui occupe la plus grande partie de la péninsule Ibérique, se caractérise par plusieurs périodes et événements marquants, depuis la période ibérique en passant par l'époque romaine, la période wisigoth, la conquête musulmane, la reconquête puis le Siècle d'or, à l'expansion coloniale dont elle fut la plus ancienne puissance européenne avec le Portugal. Le pays s'enrichit du XVe siècle au XVIIIe siècle, mais décline depuis la perte de ses colonies tout au long du XIXe siècle ; après la transition démocratique espagnole, l'expansion économique des dernières années, en passant par les guerres civiles et le franquisme. L'Espagne devient membre de l'Organisation du traité de l'Atlantique nord (OTAN) en 1982 et de l'Union européenne en 1986.

## Préhistoire

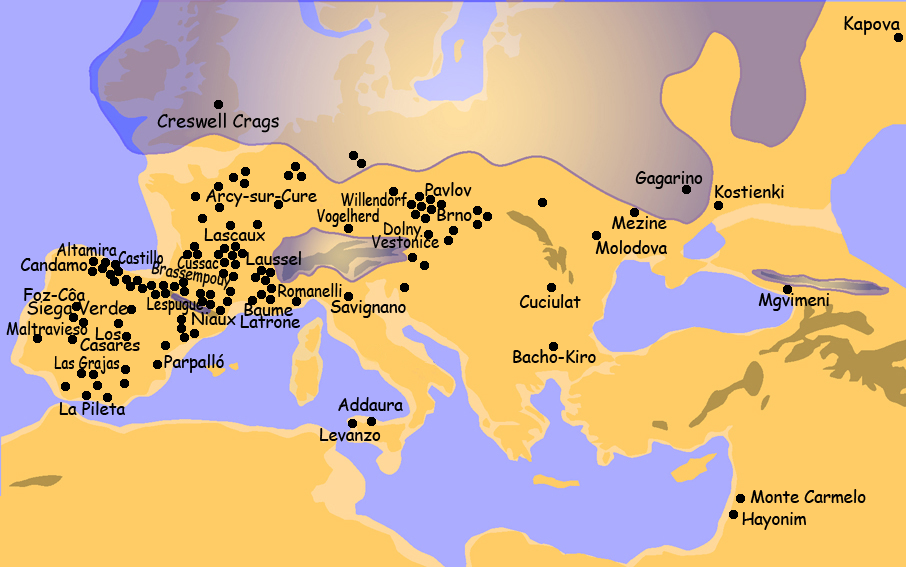
Sites d'art paléolithique.

La péninsule Ibérique abrite de nombreux sites préhistoriques de renommée mondiale. Les découvertes témoignent d'une occupation humaine dès le Paléolithique inférieur (sites d'Orce, Pinedo, Aridos, Torralba, Ambrona, Atapuerca). Au cours du Paléolithique supérieur, le Solutréen espagnol a laissé quelques traces dans la grotte du Parpalló. Le site magdalénien d'Altamira offre un exemple spectaculaire d'art pariétal datant d'environ 12 000 ans av. J.-C.
Le Mésolithique est d'abord représenté par le Sauveterrien, puis notablement, au nord et à l'est de la péninsule par le Tardenoisien, une culture apparue lors de la submersion du Doggerland dans la mer du Nord.
Des cultures néolithiques originales (Campaniforme, civilisation d'El Argar (région de Murcie) se développent en Espagne. La technique de la métallurgie et l'érection de monuments mégalithiques rattachent l'Espagne aux évolutions qui concernent le reste de l'Europe occidentale : les taulas des îles Baléares sont des pierres verticales surmontées d'une autre pierre horizontale.

## Antiquité

Populations et langues de la péninsule ibérique vers 300 av. J.-C.
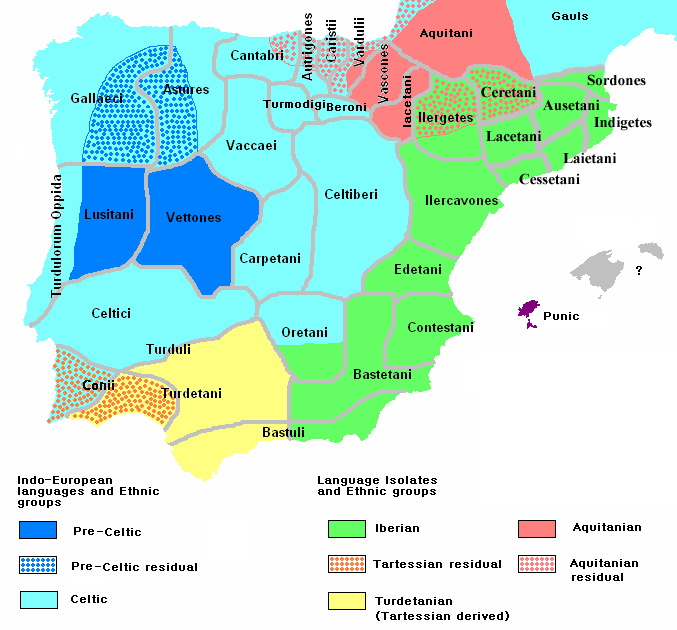
Ethnographie vers -200
Péninsule ibérique vers -100
Ibérie romanisée vers 125
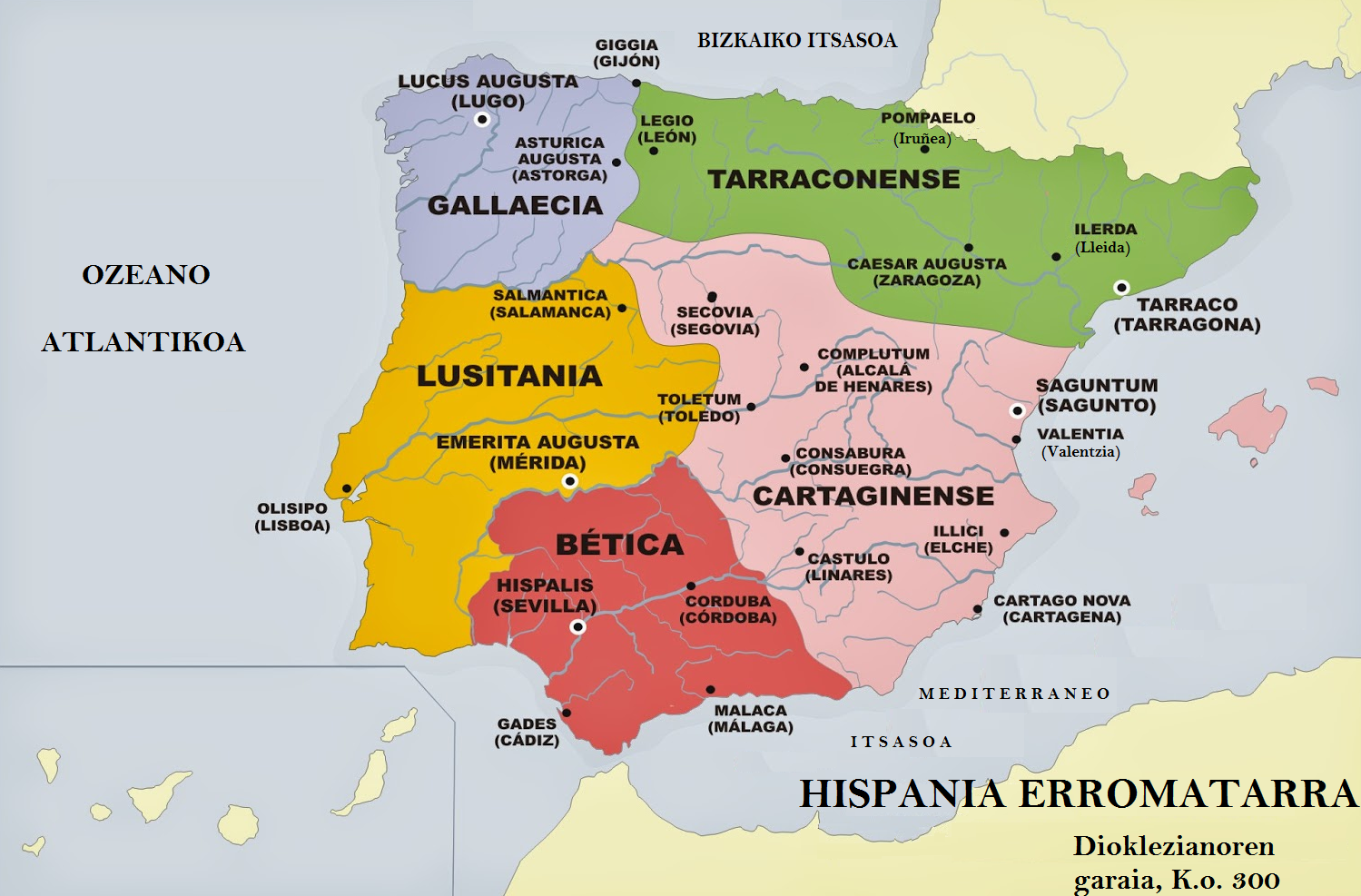
Hispanie romaine vers 300 (Dioclétien)

### Celtibères, Phéniciens et Grecs

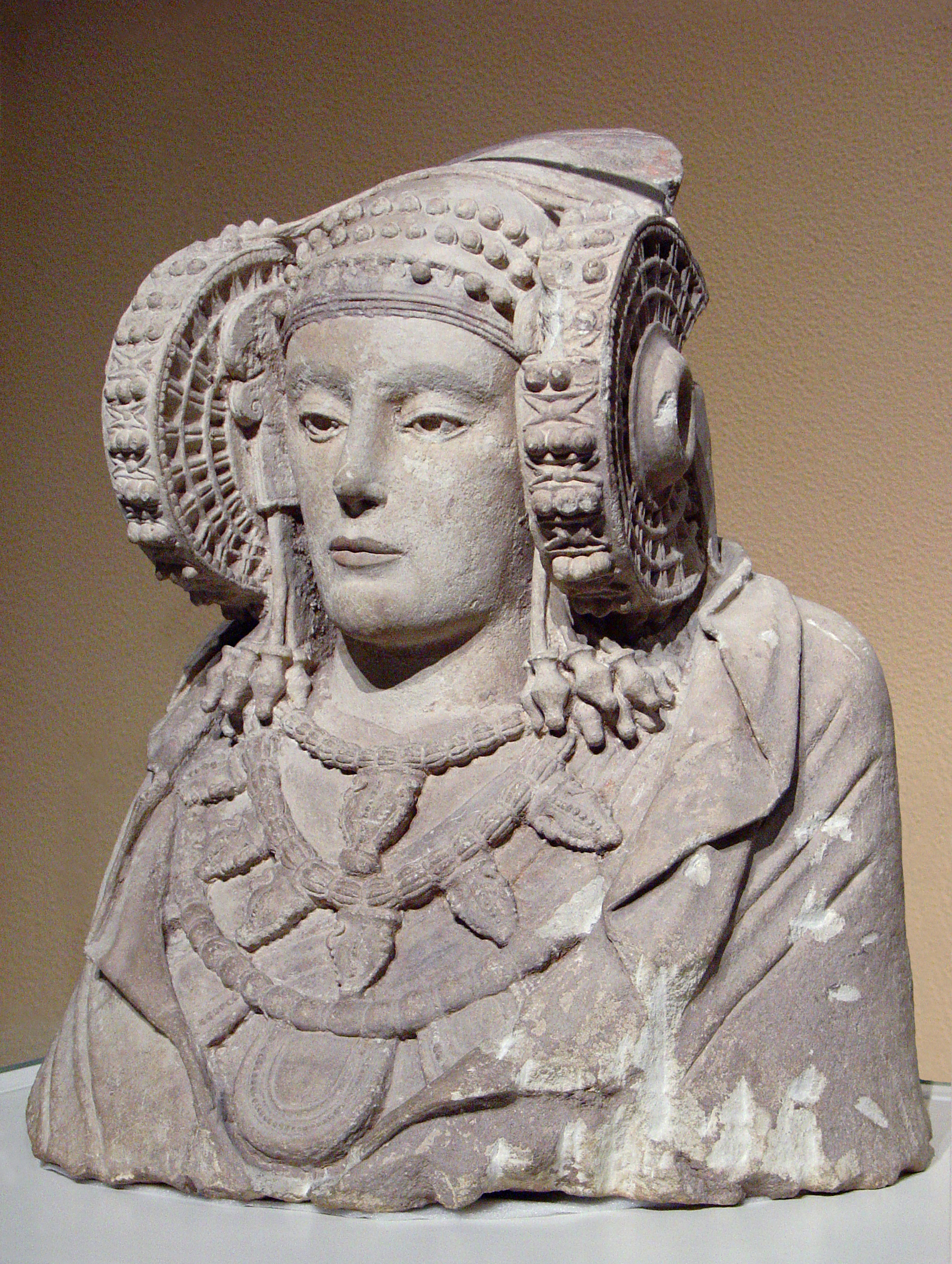
La Dame d'Elche, statue ibérique antique.

- Les Ibères sont les premiers habitants de la péninsule à laquelle on a attribué leur nom, dans les sources écrites. La migration des Celtes et leur installation en Espagne provoque des métissages et donne naissance, entre autres, aux Celtibères.
- Au VIIe siècle av. J.-C., les Phéniciens s'implantent à Tartessos. Les Phocéens (grecs) de Massalia s'implantent à Emporion (Ampurias).
- Les Tartessiens sont mentionnés dans les œuvres du géographe grec Strabon ; héritiers de la civilisation andalouse des mégalithes sur la côte sud-ouest de la péninsule Ibérique, ils s'implantèrent sur le fleuve Tartessos (aujourd'hui le Guadalquivir). Au VIe siècle av. J.-C., les habitants de Tartessos élaborèrent une langue et une écriture différentes de celles des peuples voisins, et connurent l'influence culturelle des Phéniciens et des Égyptiens.
- L'expansion des Phéniciens en Méditerranée occidentale donne naissance à plusieurs comptoirs sur la côte : Malaca (Malaga), Gadir ou Gadès (Cadix), Ebusos (Ibiza), Carthago Nova (Carthagène), Onoba (Huelva), Toscanos, Trayamar, Abdera (Adra), Sexi (Almuñecar), etc.

### Empire carthaginois
Après la première guerre punique (264-240 av. J.-C.), les Carthaginois étendent leur influence à partir de Carthagène dans le sud de l'Hispanie, sous la conduite des Barcides (famille des Barca). Ils y exploitent des mines et redonnent à Carthage sa puissance économique et commerciale. Le prétexte du déclenchement de la deuxième guerre punique fut le siège de la cité de Sagonte en Hispanie, alliée de Rome. L'écrivain Tite-Live présente la prise de Sagonte comme une agression délibérée d'Hannibal Barca contre les intérêts romains. En 218 av. J.-C., Hannibal part de Tarragone et marche sur Rome par la Gaule avec 37 éléphants. En 209 av. J.-C., Carthagène est prise par les Romains. Les Carthaginois sont finalement écrasés à la bataille de Zama en Afrique, en 202 av. J.-C. En Hispanie, la guérilla menée par les Celtibères entrave la romanisation complète et rapide de la région. En -133, Scipion Émilien prend et détruit Numance. Les habitants de l'oppidum préfèrent le suicide à la soumission à Rome. Des soulèvements partiels continuent en Hispanie pendant un siècle encore.

### Hispanie romaine

L'empire romain au III.

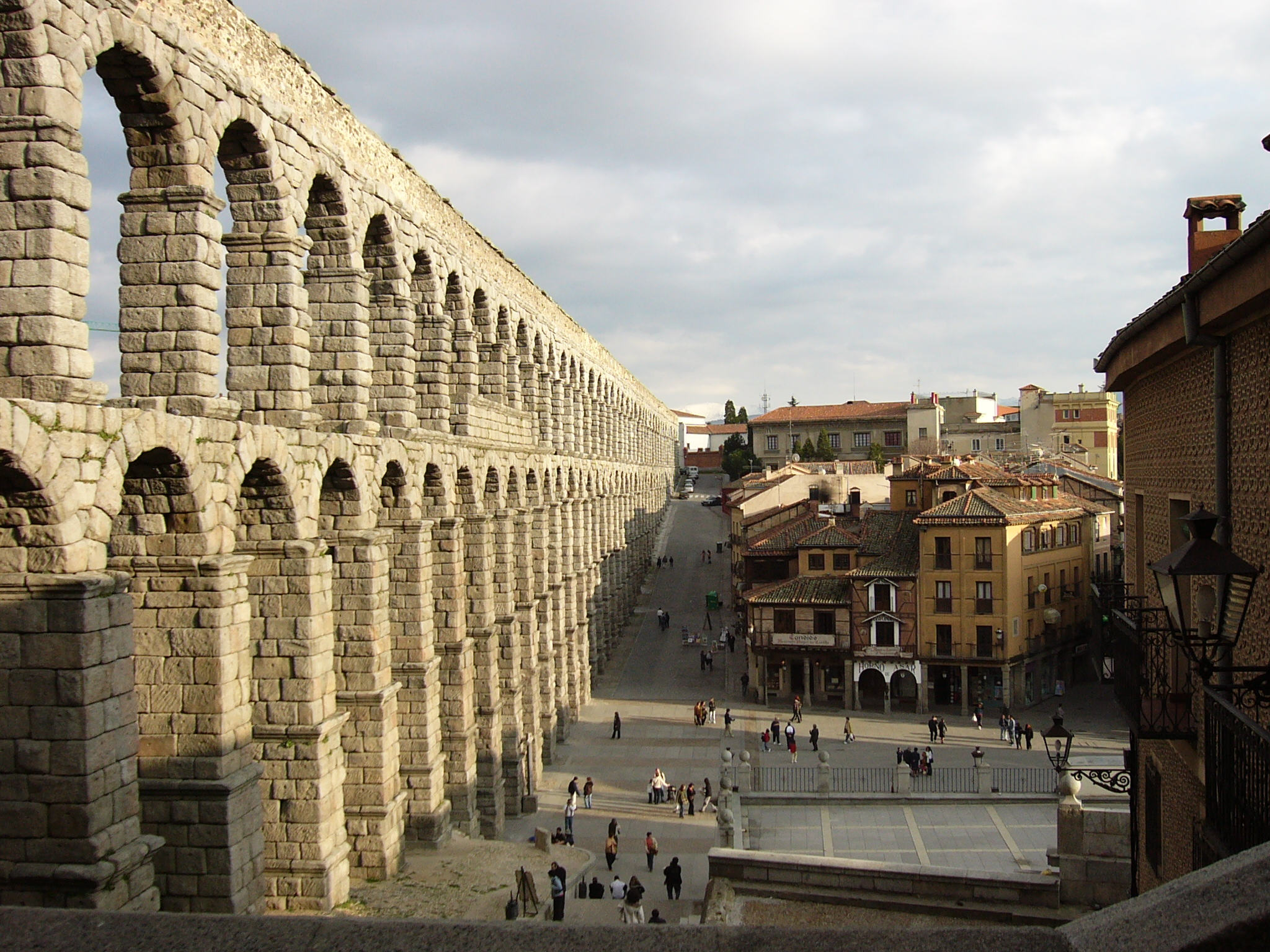
Témoignage de la romanisation de l'Hispanie, l'aqueduc romain de Ségovie fut érigé au IIe siècle. C'est l'un des monuments romains les plus imposants d'Espagne.

Rome arrive en Espagne à la fin du IIIe siècle av. J.-C., et en fait lentement la conquête au cours du IIe siècle av. J.-C. L'empereur Auguste achève la conquête de la péninsule au Ier siècle av. J.-C. avec la soumission des populations du nord. La romanisation des Ibères commença vraiment, même si celle-ci fut sans doute moins importante que dans d'autres régions de l'Empire romain. Elle opéra dans les domaines du droit, de la langue, de l'urbanisation et de la construction de routes. La péninsule fut également divisée en deux provinces (Hispanie citérieure et Hispanie ultérieure, IIe siècle av. J.-C.), puis trois (sous Auguste). Au IVe siècle, le diocèse d'Hispanie comprend la Tarraconaise, la Gallécie, la Carthaginoise, la Lusitanie, la Bétique, les Baléares et la Maurétanie tingitane.
L'histoire événementielle fut d'abord agitée par des révoltes et des guerres : en -77, Pompée fut envoyé en Hispanie pour lutter contre les derniers partisans de Marius et réussit à vaincre ses adversaires après l'assassinat de Sertorius par Perpenna. Lors du premier triumvirat avec Jules César et Crassus, il contrôle l'Hispanie. Pendant la guerre civile, César a combattu les partisans de Pompée. Entre 26 et 19 av. J.-C., Auguste puis Agrippa soumettent difficilement les montagnards Astures et les Cantabres.
L'aristocratie locale fut intégrée à l'ordre des sénateurs et celui des chevaliers, avec des figures remarquables comme Sénèque l'Ancien et sa famille. Plusieurs Espagnols furent même empereurs au IIe siècle (Trajan et Hadrien) et au IVe siècle (Théodose Ier, Maxime). En 74, l'empereur Vespasien octroie le droit latin à toute l'Espagne, donnant ainsi la citoyenneté latine à tous les citadins libres. Les latifundia, c'est-à-dire les grands domaines agraires, se sont surimposés à la petite propriété ibère. Les techniques d'irrigation ont transformé l'agriculture traditionnelle. Les Romains créèrent de nouveaux centres urbains (Saragosse, Mérida, Valence).

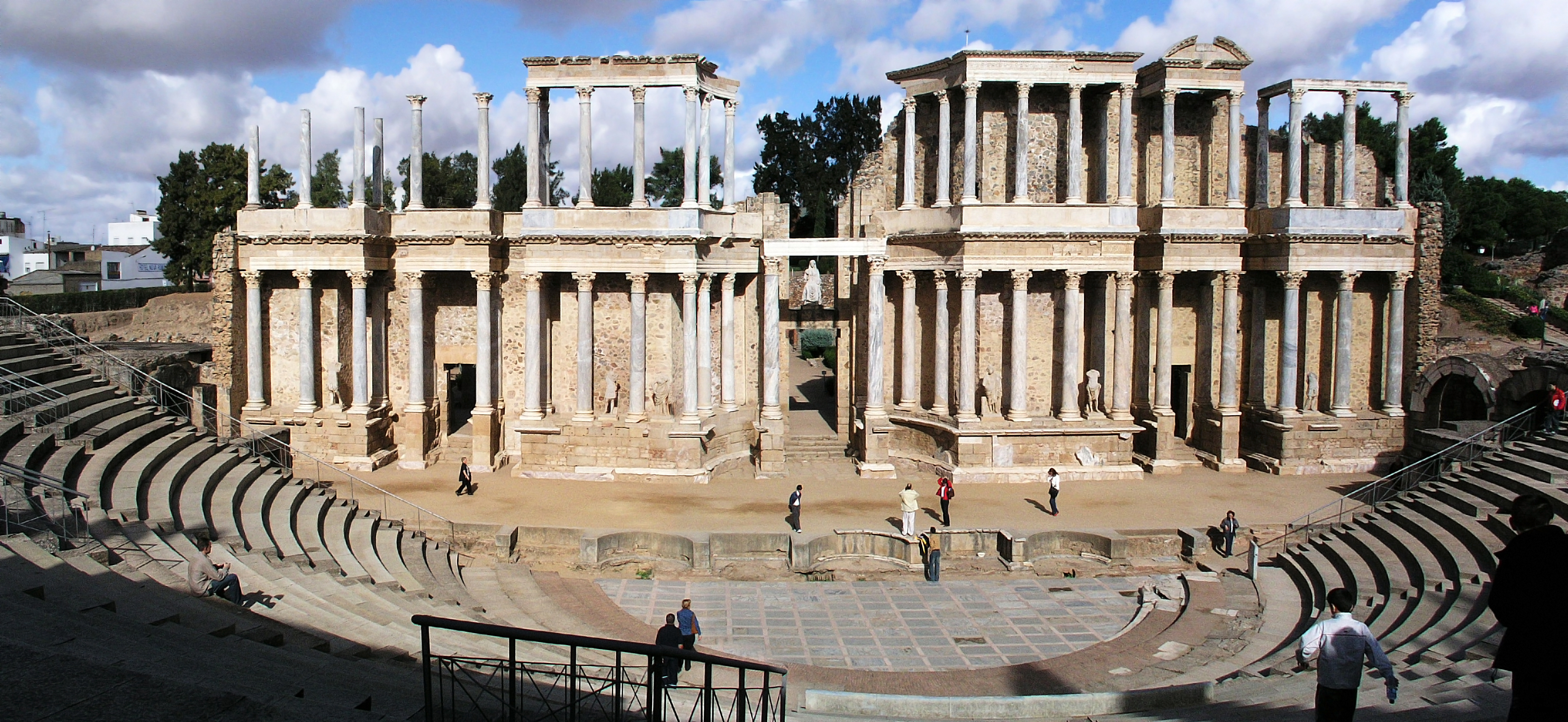
Théâtre romain de Mérida.

Pendant la Pax Romana, l'économie ibérique se développa, en relation avec les autres régions du bassin méditerranéen : elle profita des exportations d'étain, d'huile d'olive, de vin et d'or. C'est aussi à cette époque que le christianisme progresse dans la population hispano-romaine. Les villes se développent partout, elles conservent encore de nos jours plusieurs bâtiments caractéristiques de la civilisation romaine : aqueduc de Ségovie, pont à Cordoue, remparts de Lugo, vestiges à Tolède, amphithéâtre de Tarragone…
Au IIIe siècle, les incursions germaniques qui ravagent la Gaule épargnent l'Espagne, sauf en 258, quand le raid le plus avancé des Alamans atteint Tarragone. En 408 puis en 409, les deux usurpateurs Constantin III et Maxime étendent leur autorité sur l'Espagne.
Ainsi les Romains ont dominé Hispania pendant sept siècles, qui ont été, majoritairement, rythmés par la paix et la modernisation de la société espagnole.

## Époque médiévale

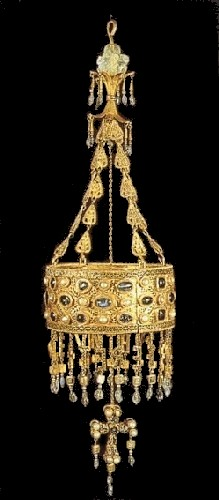
Couronne de Recceswinth, roi des Wisigoths 653-672.

Pendant le haut Moyen Âge, la péninsule ibérique a vu l'arrivée et l'installation de plusieurs peuples barbares venus d'Europe centrale et d'Asie. Dès 408, les Vandales, les Suèves et une partie des Alains passent en Espagne. En 411, celle-ci est partagée par tirage au sort : la Bétique (actuelle Andalousie) pour les Vandales Silings, la partie nord de la Galice pour les Vandales Hasdings, la partie sud de la Galice pour les Suèves (ils laissèrent des traces du royaume de Braga), la Lusitanie (actuel Portugal) et la Carthaginoise pour les Alains. Seule la Tarraconaise reste un réduit romain, pour peu de temps. Les Vandales sont chassés par les Wisigoths et poursuivent leur route vers l'Afrique du Nord (429). Ils ne firent que traverser le pays.

### Wisigoths

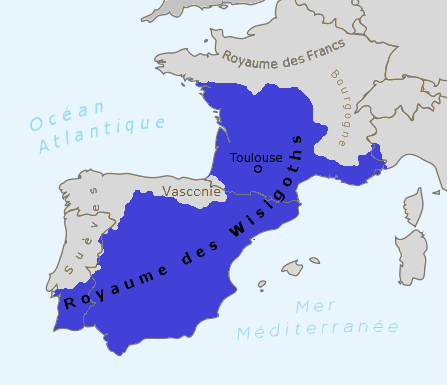
Le royaume wisigoth à son apogée, vers 500. Il comprend l'essentiel de la péninsule ibérique, la Septimanie et le sud-ouest de la Gaule. En 507, les Wisigoths perdent l'Aquitaine au profit des Francs.

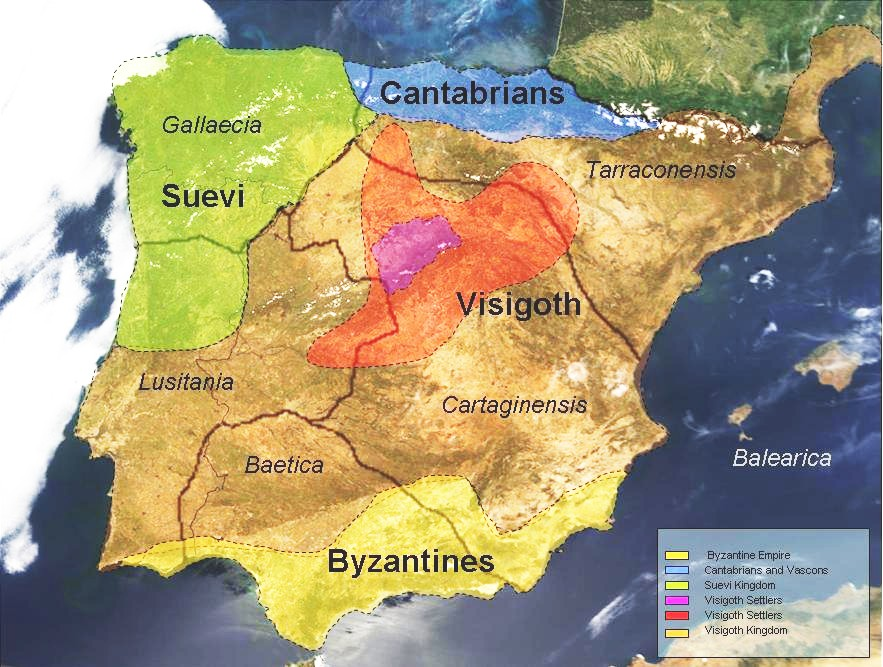
Péninsulte ibérique vers 560.

Les Wisigoths sont un peuple germanique, établis dans les Balkans mais qui sous la pression des Huns au IVe siècle se trouve poussés vers l'Empire romain. Sous la direction d'Alaric Ier, ils saccagent Rome en 410 et conquièrent un vaste royaume. Ils dominent l'Hispanie jusqu'au début du VIIIe siècle et instaurent une civilisation brillante.
Lorsque la paix fut conclue par le fœdus de 418, l'empereur romain Honorius accorda aux Wisigoths des terres dans la région de l'actuelle Aquitaine, suivies d'autres en Espagne. À la suite d'un second accord, ils éliminèrent les Vandales qui durent se replier de l'autre côté du détroit de Gibraltar. Ils contrôlent alors l'un des plus grands royaumes barbares qui se prolongeait au-delà des Pyrénées, et dont la capitale est Toulouse. Chassés d'Aquitaine par les Francs de Clovis après la bataille de Vouillé en 507, ils se replièrent dans la péninsule avec pour capitale Tolède. Ils conservent la Septimanie jusqu'au début du VIIIe siècle. Ils finirent par absorber le royaume des Suèves à l'ouest (585). Simultanément, l'empereur romain d'Orient, Justinien Ier, reconquiert l'ancienne province de Bétique (l'actuelle Andalousie) en 554 et impose sa suzeraineté au royaume des Wisigoths. Mais l'influence romaine s'efface avec les victoires du roi Léovigild à Cordoue et Malaga (664).
Trop peu nombreux pour occuper toute la péninsule, le peuple wisigoth est surtout établi au nord de la Meseta, entre le Tage et l'Èbre, s'implantant dans ces régions montagneuses et boisées au rude climat plutôt qu'en Andalousie et sur la côte Méditerranéenne. La domination wisigothe est donc surtout militaire. D'abord convertis au christianisme sous sa forme arienne, les wisigoths finissent par adopter l'orthodoxie nicéenne lorsque le roi Récarède Ier l'impose comme religion officielle en 589.
Un des plus grands savants de cette époque est saint Isidore de Séville, mais il y a aussi d'autres ecclésiastiques de grande valeur tel son frère Léandre. Avant leur effondrement en 711, les wisigoths eurent le temps de développer un art original (voir l'article détaillé art wisigoth).
- Liste des rois wisigoths et leurs dates de règne.

### Chrétiens contre musulmans

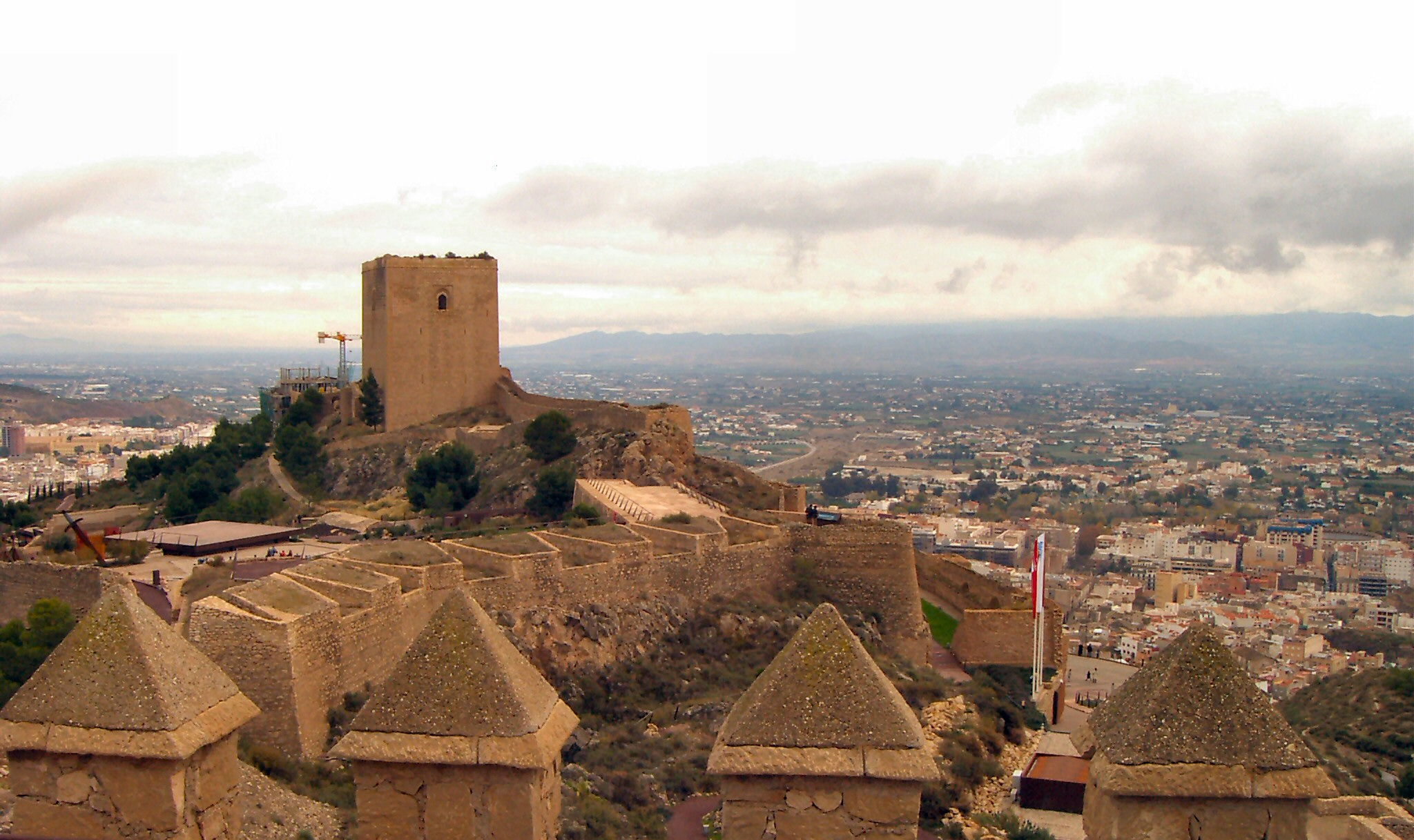
Château de Lorca.

Un long conflit de près de huit siècles se déroule en Espagne entre musulmans et chrétiens, de la conquête musulmane de l'Hispanie en 711 à l'année cruciale et finale de la Reconquista chrétienne en 1492. Dans un premier temps, les musulmans conquièrent la majeure partie de la péninsule ibérique où une brillante civilisation se développe.
Mais dès 718, les souverains chrétiens du Nord-Ouest amorcent lentement la Reconquista à partir du royaume des Asturies, qui s'achèvera par la conquête du Royaume de Grenade en 1492 et, à la suite de cette victoire, de l'élimination complète de l'islam et du judaïsme en terre ibérique, avec l'expulsion des Juifs d'Espagne en 1492 et celle des Morisques en 1609. Aux cris de guerre de « Santiago ! » et « Muhammad ! », les deux camps se sont régulièrement affrontés ; toutefois ces combattants de religions différentes peuvent parfois s'allier, comme le Cid, dans le cadre de luttes internes à chacun des camps.

### Espagne musulmane (711-1492)

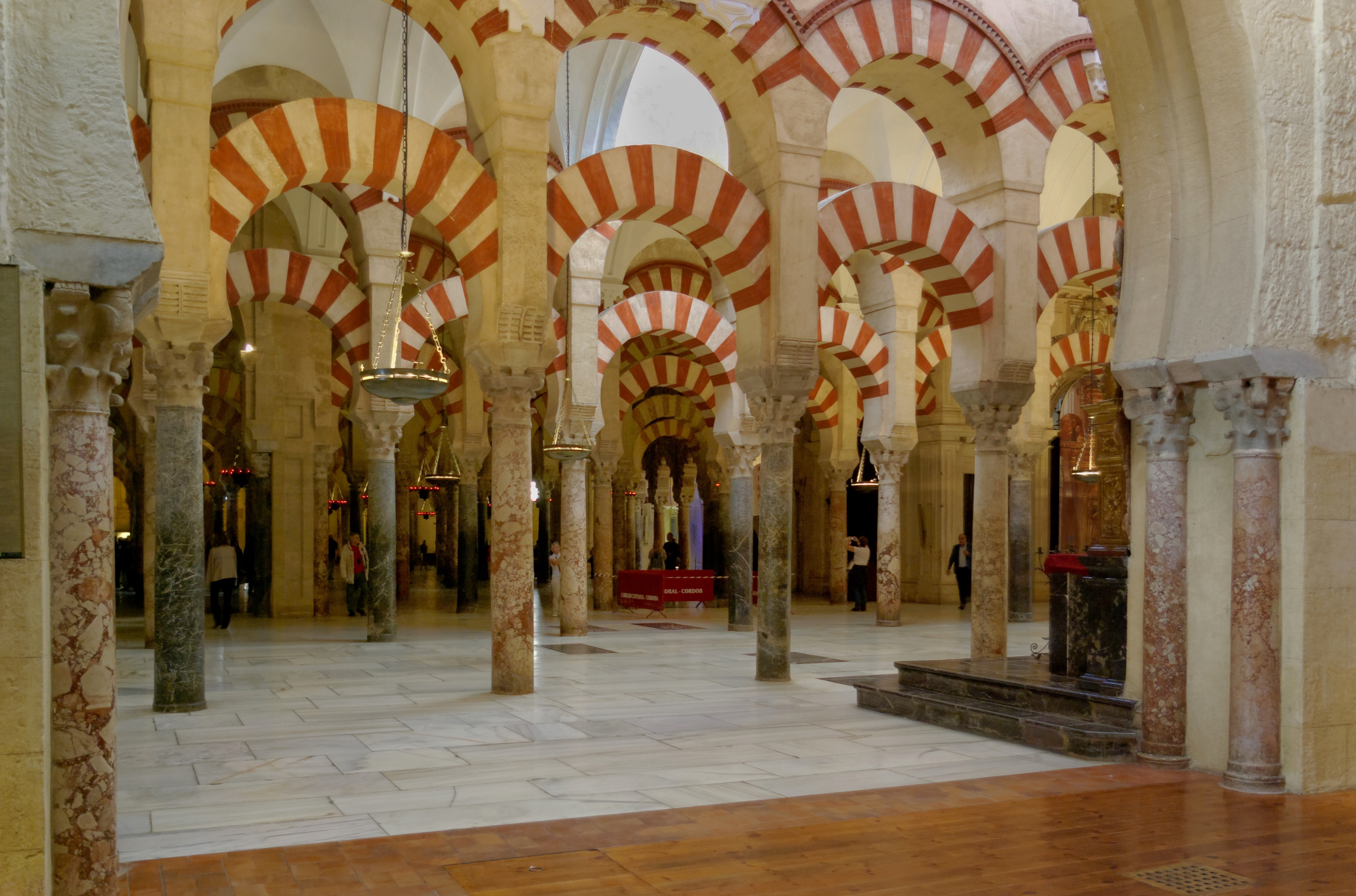
La nef de la Grande Mosquée de Cordoue. Un premier édifice fut construit en 785 ; il fut agrandi au Xe siècle.

La conquête de l'Hispanie wisigothe par les musulmans s'inscrit dans l'expansion de l'islam aux VIIe et VIIIe siècles.
L'Afrique du Nord à peine conquise, le gouverneur Mûsâ eut l'idée de détourner vers l'extérieur les guerriers berbères en qui il n'avait pas confiance. En 711, le Maure[réf. nécessaire] Tariq ibn Ziyad, un authentique berbère dirige une expédition de 7 000 Berbères qui doit prendre l'Espagne, alors en proie aux divisions et à une crise économique. La défaite puis l'installation des musulmans fut rapide : la ville de Saragosse tombe (714), Tarragone est détruite et Barcelone occupée (716-719). Des expéditions militaires sont menées au-delà des Pyrénées, vers la Septimanie Wisigothe, puis dans la Gaule franque. La bataille de Poitiers remportée par le Franc Charles Martel, marque un coup d'arrêt à la conquête arabe en Occident (732).
En Espagne, une révolte berbère est matée par le kaisite Baldju. Les gouverneurs, bien que peu puissants et souvent remplacés, sont de plus en plus indépendants du califat. Le renversement des Omeyyades par les Abbassides a pour conséquence l'émancipation de l'Espagne : Abd al-Rahman Ier, petit-fils du dernier calife omeyyade, se réfugie en Afrique du Nord, puis s'empare de Cordoue en 756, où il se proclame émir. Il doit lutter contre les Berbères et divers chefs arabes. Deux d'entre eux, provoquent même l'intervention de Charlemagne (778). Ce dernier crée une Marche d'Espagne, où se formera ensuite la future Catalogne.

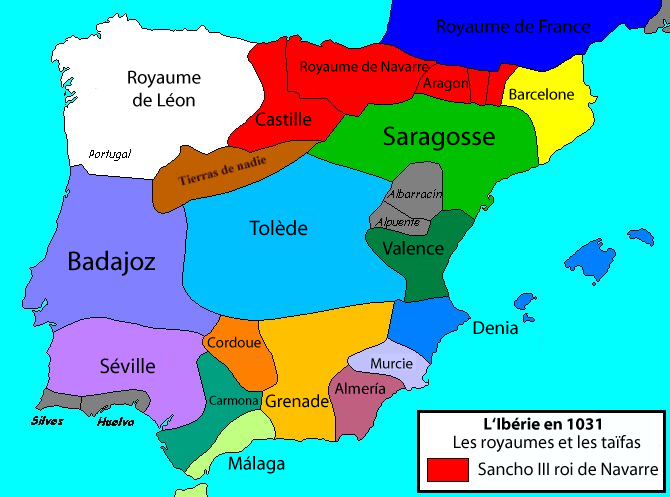
L'Espagne au XIe siècle : alors que le nord reste aux mains des chrétiens (royaume de Sanche III en rouge), le sud musulman est divisé en taïfa, petits royaumes musulmans.

Au XIe siècle, le califat de Cordoue se morcelle en petits royaumes : l'époque des taïfas (1031-1094) est troublée par des guerres intestines. Cette division facilite la reconquête chrétienne venue du nord. Les rois chrétiens enhardis obtiennent que certaines taïfas leur livrent un tribut après avoir connu la défaite.

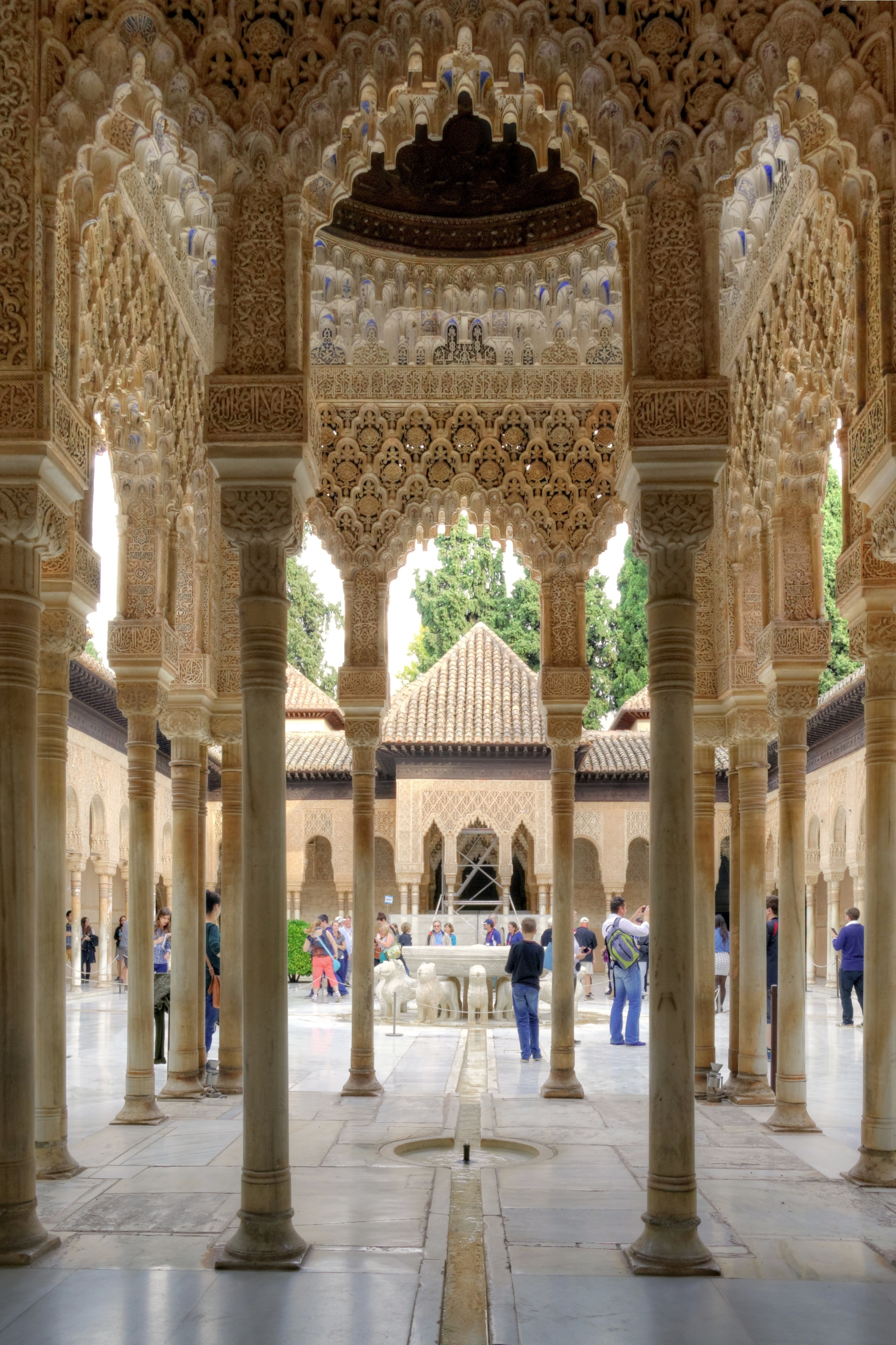
L'Alhambra de Grenade, un des symboles de la civilisation hispano-musulmane.
Vue du patio des lions.

L'Espagne est ensuite envahie par les dynasties berbères des Almoravides (1086-1147) et des Almohades (1147-1212), qui supplantent les précédents.
Après 1212, seul le sud de la péninsule est toujours sous contrôle musulman. En 1248, les chrétiens reprennent Séville. Seul le royaume de Grenade résiste jusqu'en 1492. À cette date, l'Espagne est redevenue totalement chrétienne.
La civilisation hispano-musulmane participe à l'âge d'or de l'islam. 5 000 à 6 000 mots espagnols (dont alcohol et algodon) sont d'origine arabe. De nouvelles cultures et techniques agricoles[Lesquelles ?], venues d'Afrique ou d'Orient, sont introduites. Les grandes villes d'al-Andalus deviennent centres d'un artisanat raffiné (travail du cuir à Cordoue, armes blanches réputées à Tolède…). Elles hébergent également des marchés importants et des foyers d'études. Les califes construisent de nouvelles bibliothèques et mettent en place des structures d'enseignement qui ne le cèdent en rien à celles d'Alcuin et disposent de budgets bien plus importants : Gerbert d'Aurillac, futur pape sous le nom Sylvestre II, vient étudier à Cordoue la science des intellectuels arabes qu'il a connue à Barcelone.

### Reconquista (711-1492)

La péninsule ibérique vers 910
Le Califat de Cordoue vers 1000
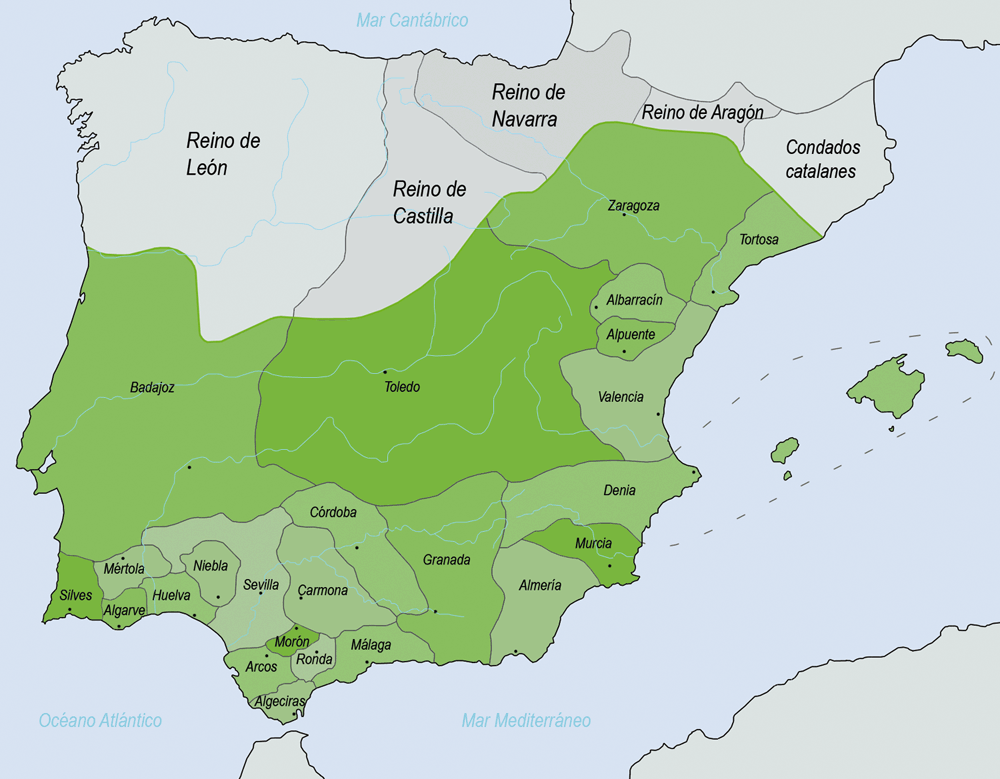
Les Taïfas vers 1031
Les Taïfas vers 1037
Les Taïfas vers 1080

La Reconquista (reconquête en castillan) est un processus structurant de l'histoire de la péninsule ibérique, notamment par sa durée (711-1492). Les petits royaumes chrétiens alors historiquement divisés se renforcent progressivement sous l'impulsion du Vatican et des Etats chrétiens européens (Asturies, puis León, Castille, Navarre, Aragon, comtés catalans) entre 756 et 929. 
En 801, Louis le Pieux, fils de Charlemagne, prend Barcelone et Gérone. Charlemagne crée la Marche d'Espagne rattachée à son empire. Au XIe siècle, le royaume de Castille prend une part prépondérante dans la Reconquête : Alphonse VI de Castille prend Tolède en 1085, puis Cordoue et Séville en 1236 et 1248. 
En 1212, après l'appel à la croisade d'Innocent III en 1209, c'est l'union des royaumes chrétiens aidés notamment des Templiers et des croisés, qui défait l'Empire almohade à la bataille de Las Navas de Tolosa. Des milliers de musulmans sont repoussés au sud à la suite de la domination chrétienne.

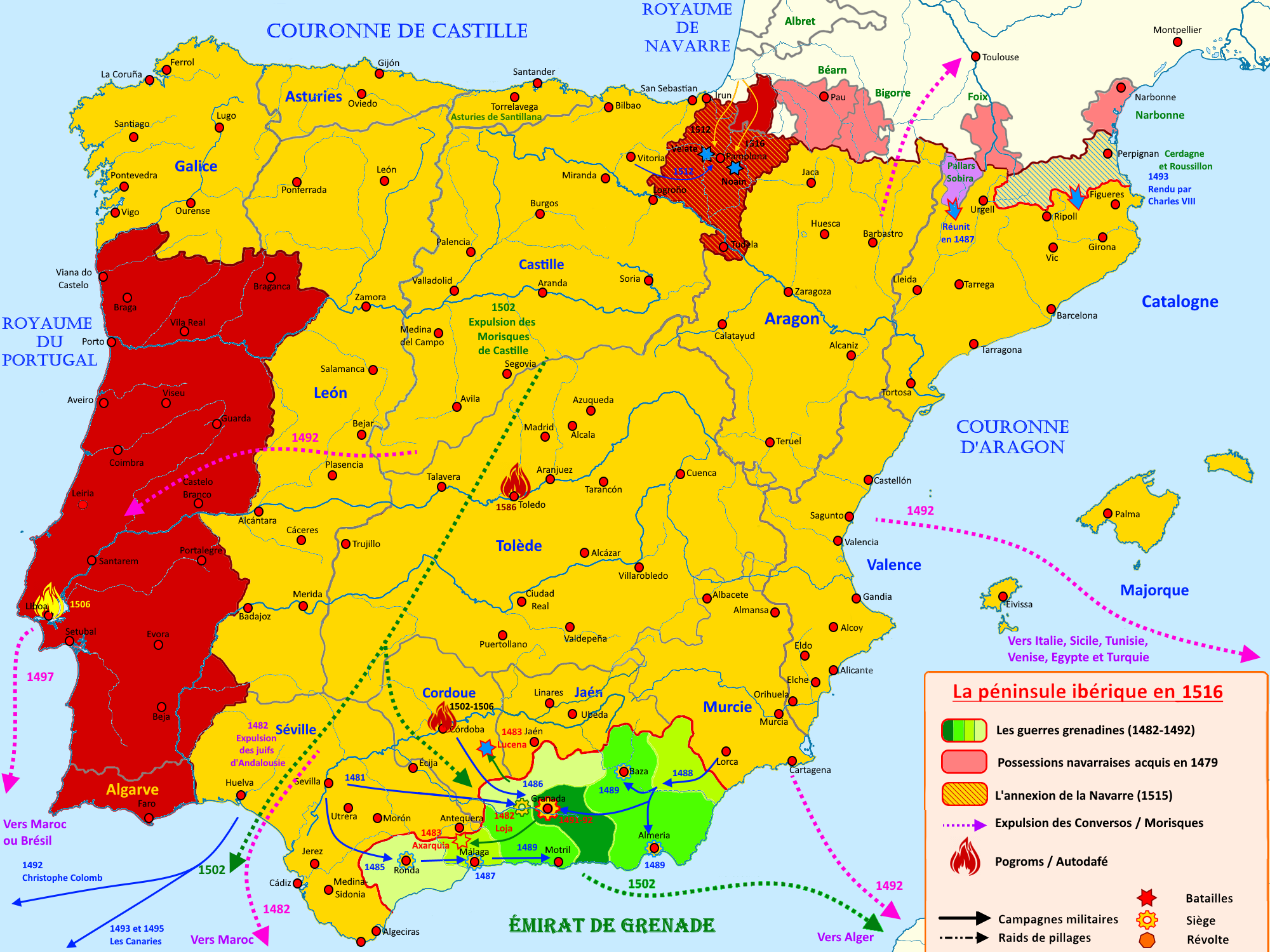
Péninsule ibérique en 1516.

À la fin de l'année 1491, après dix ans de guerre, le Royaume de Grenade, déjà vassal du Royaume de Castille, est vaincu. Les Rois catholiques Isabelle et Ferdinand entrent dans Grenade, le 2 janvier 1492. Le 31 mars, ils promulguent un décret ordonnant l'expulsion des juifs de leurs royaumes, dans un délai des quatre mois. Le 17 avril, ils passent un accord avec Christophe Colomb (les capitulations de Santa Fe) l'autorisant à chercher une nouvelle route maritime pour mener à l'Inde et passant par l'ouest. En 1499, les habitants musulmans de l'Albaicín de Grenade se soulèvent, révolte qui signe la fin du régime de tolérance établi lors de la conquête de la ville. En février 1502, les Rois catholiques décrètent l'expulsion des musulmans de l'ensemble de la couronne de Castille, décret qui entraîne, de fait, la conversion au christianisme d'une grande partie des mudéjars castillans. Les nouveaux convertis sont appelés « nouveaux chrétiens de maures » ou plus couramment, Morisques. Ceux-ci seront expulsés sous Philippe III en 1609-1614.

## Construction d'un État centralisé et d'un empire colonial

Mare clausum ibérique.

- Datation : XVe / XVIIe siècles
- Cette partie amorce l'Histoire moderne de l'Espagne.

### Présence espagnole auXVIesiècleen Algérie

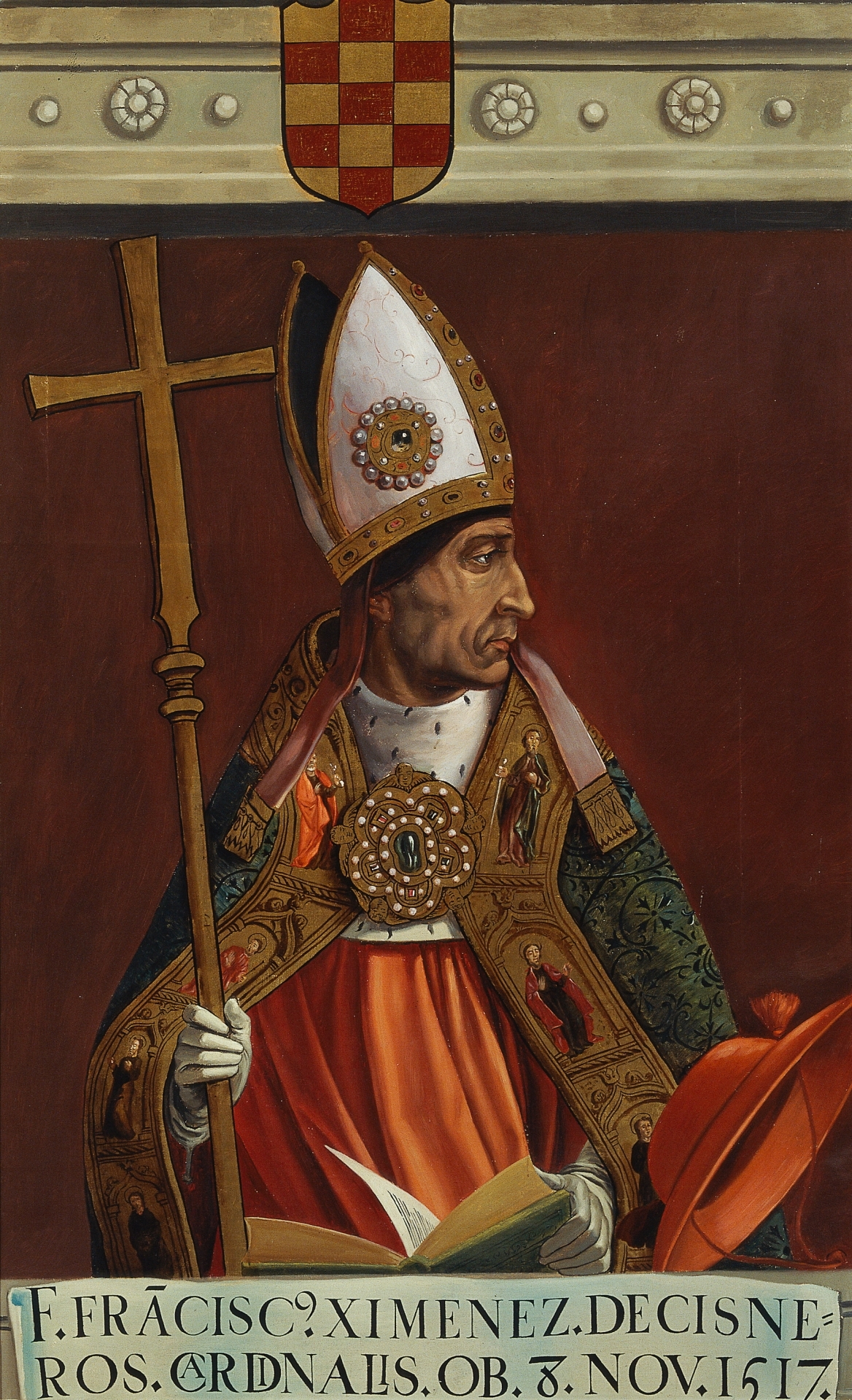
Francisco Jiménez de Cisneros.

Au mois de juillet 1501, les Portugais lancent une expédition pour tenter d'accoster sur la plage des Andalouses. Il faudra attendre le débarquement de Mers-el-Kébir, en 1505, pour voir l'Espagne s'engager dans la première expédition organisée contre Oran. La cité comptait alors environ 25 000 habitants. La prise de la ville par l'armée du cardinal Francisco Jiménez de Cisneros, commandée par Pedro Navarro, eut lieu le 17 mai 1509. Après l'occupation du port de Mers-el-Kébir (1505), et celui de la ville d'Oran (1509), la ville fut désertée, puis totalement occupée par les troupes espagnoles. Dès 1509, le Cardinal Ximenes entreprit la construction sur les ruines de la mosquée Ibn El Beitar de l'église Saint Louis, qui domine la vieille ville des deux côtés. En 1554, le gouverneur comte d'Alcaudete fit alliance avec le sultan marocain Mohammed ech-Cheikh contre les Turcs alors installés à Alger, et parvint à maintenir encore la présence espagnole.
Les Espagnols procédèrent à des travaux de restauration de la forteresse destinée à loger les gouverneurs de la ville. « Les fortifications de la place se composaient d'une enceinte continue, surmontée de fortes tours espacées entre elles, du château proprement dit, ou casbah ». Le gouverneur espagnol « établira son quartier général dans ce donjon ». Longues de plus de deux kilomètres et demi, ces fortifications comprenaient de nombreux forts, bastions et tours-vigies. Au XVIe siècle, les Espagnols font ainsi d'Oran une place forte et construisent une prison sur un éperon rocheux près de la rade de Mers El Kebir. Ce lieu était peuplé par de nombreux singes (los monos en espagnol) qui donnèrent son nom à la forteresse. Les déportés espagnols enfermés à La Mona pouvaient apercevoir leur famille une fois par an, le dimanche de Pâques. La mona était le nom du gâteau qu'emportaient avec eux les pèlerins à la Vierge et les visiteurs au Murdjajo (Aïdour). En 1563, Don Álvarez de Bazán y Silva, marquis de Santa-Cruz, fit construire au sommet du pic de l'Aïdour le fort de Santa-Cruz. En 1568, Don Juan d'Autriche visita Mers-el-Kébir puis Oran.
Les Juifs d'Oran n'eurent pas la vie facile avec les Espagnols, considérés comme des ennemis de la religion. Les juifs qui habitaient Ras El Aïn et le Ravin Blanc furent expulsés hors d'Oran par les Espagnols à partir de 1669 et durent habiter la montagne de La Corniche Supérieure (Misserghin). Malgré ces fortifications, la ville était l'objet d'incessantes attaques jusqu'au pied même des remparts. En 1701, Le Rozalcazar, ou Bordj Lahmar, ou encore Château Neuf, était considéré comme la plus grande des fortifications de la ville d'Oran. C'est ainsi qu'en 1707, Moulay Ismaïl, sultan du Maroc ayant tenté d'en forcer la défense, vit son armée décimée. La ville, dès lors, connaît une croissance continue : il lui faut gagner de l'espace et de l'air au-delà des remparts. La démolition des murailles est menée à bien sur plusieurs années. C'était en cette période que les Espagnols s'enferment à l'intérieur du fort, par manque de ravitaillement, ils se nourrissaient pour la première fois de la fameuse calentica (en Espagnols caliente veut dire chaud) ou karantika. En 1770, Oran est une ville de 532 maisons particulières et 42 édifices, une population de 2 317 bourgeois et 2 821 déportés libres se livrent au négoce. Sous le roi d'Espagne, Carlos III et les partisans de la conservation de la ville s'affrontent. Entre 1780 et 1783, le ministre Floridablanca proposa à l'Angleterre d'échanger Oran contre Gibraltar.
En 1510, Ferdinand le Catholique attaque la ville d'Alger. Les Espagnols l'assiégèrent et bâtirent sur un îlot de la baie d'Alger une forteresse, le Peñón d'Alger, destinée à bombarder la ville et à empêcher son approvisionnement. Salem ben Toumi chef des Beni Mezghenna demande l'aide des Turcs.

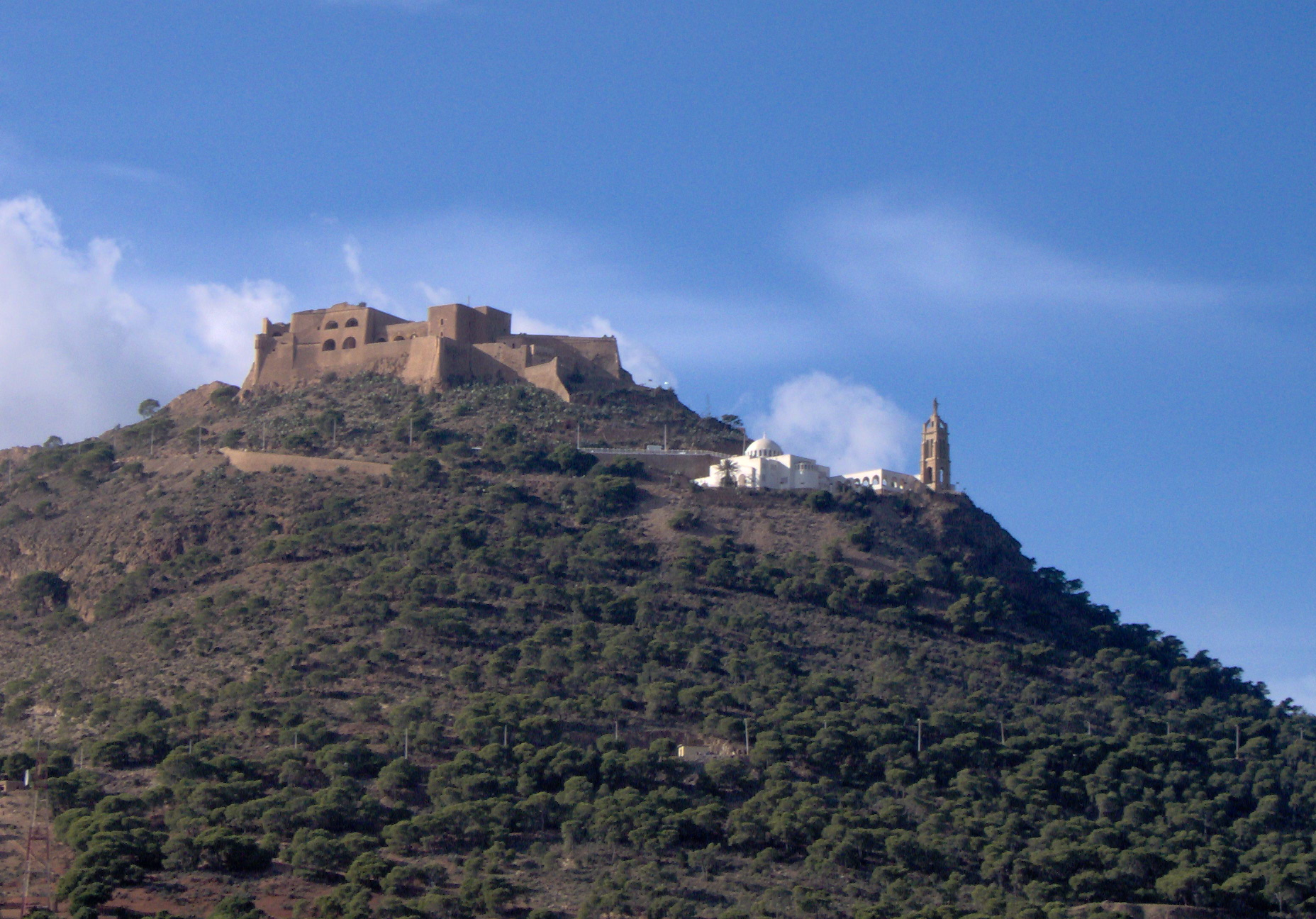
Le fort de Santa Cruz à Oran.

Pedro Navarro prend Béjaia en 1510 à 1555. Il y arrive le 5 janvier 1510 avec 5 000 hommes et attaque la ville. Abderrahmane oppose 10 000 soldats, qu'il lance immédiatement contre les Espagnols en cours de débarquement. En même temps, il les bombarde de la ville. L'assaut est néanmoins repoussé, grâce notamment à l'artillerie de marine. La riposte espagnole commence immédiatement, avec des bombardements maritimes et terrestres. L'essentiel de la bataille se déroule dans la ville. À la fin, Abderrahmane réussit à prendre la fuite et il y aura plusieurs morts. La renommée de Navarro et le récit de ses exploits militaires incitent les rois d'Alger, de Tunis et de Tlemcen à prêter l'hommage au roi d'Espagne et à libérer tous leurs prisonniers chrétiens. Cependant en 1514, grâce à une attaque combinée des Kabyles menée par Sidi Ahmed ou el Kadhi à la tête de 20 000 hommes et des Turcs par la mer la ville de Bejaia sera libérée de la présence espagnole temporairement. Les Espagnols en seront ensuite définitivement expulsé en 1555 par les ottomans dirigé par Salah Raïs pacha.
Selon d'autres sources, Abdel Aziz fils du Saint Sidi Abderhamen (maître de la Kalaâ des Béni Abbès et fondateur de la Zaouia et descendant des Idrissides) fait sa soumission aux Espagnols et il était opposé aux Zwawas (allié au royaume Koukou) par le passé. Pedro Navarro fait construire le fort Moussa à l'Est de Béjaia.

### Vers l'unité politique

Couronne d'Aragon unifiant une partie de l'Espagne et de l'Italie en 1441.

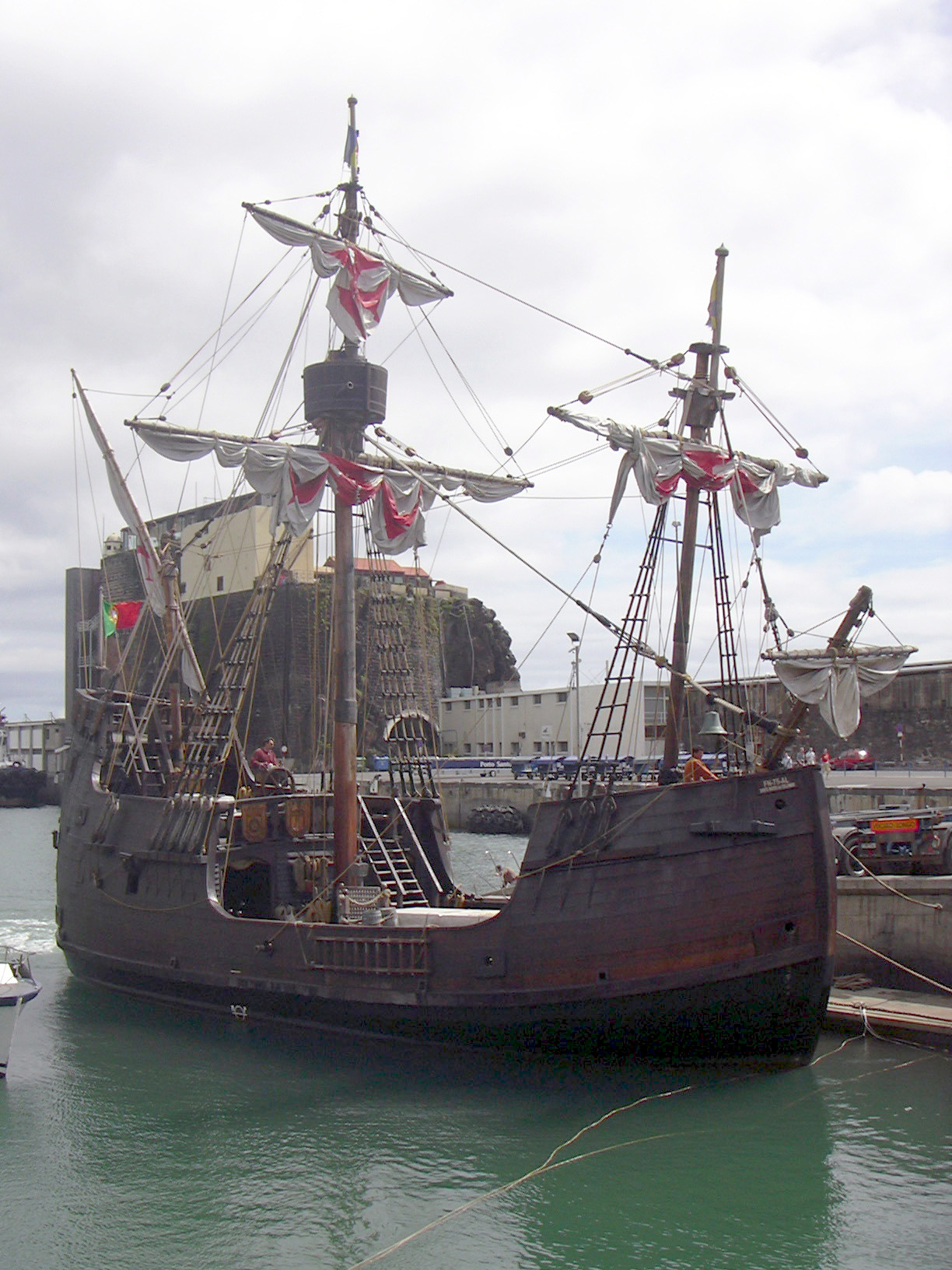
Réplique de la Santa Maria, l'un des navires du premier voyage transatlantique de Christophe Colomb

Au XIe siècle, la péninsule ibérique est divisée en plusieurs petits royaumes chrétiens ou musulmans. Un processus d'unification s'est amorcé aux siècles suivants et a accompagné la Reconquista vers le sud. En 1137, l'Aragon et la Catalogne s'unissent. En 1230, c'est le tour de la Castille et du León. L'Aragon mène une politique extérieure dynamique en prenant possession du sud de l'Italie : en 1282, les émeutes appelées Vêpres siciliennes, provoquèrent la conquête de la Sicile par Pierre III d'Aragon. La Sardaigne passe sous domination de l'Aragon en 1325. En 1442, Alphonse V d'Aragon conquiert le « royaume de Naples » qu'il lègue cependant à son fils illégitime, le faisant ainsi sortir temporairement de la domination aragonaise.
Le mariage d'Isabelle de Castille et de Ferdinand II d'Aragon en 1469 est une date charnière pour l'union entre les couronnes de Castille et d'Aragon. Qualifiés de « rois catholiques » par le pape, le couple royal gouverne ensemble les deux couronnes, met en place l'Inquisition espagnole (1478-1480), chasse les Juifs et les Maures d'Espagne et réduit l'influence des grands féodaux. L'historien Dedieu affirme d'ailleurs qu'il est « impossible de faire l'histoire de l'Espagne sans traiter du judaïsme ». Les rois achèvent également la Reconquista (voir plus haut) en conquérant le Royaume de Grenade en 1492, année cruciale.
Les rois catholiques soutiennent également le projet de Christophe Colomb de traverser l'océan Atlantique pour trouver une route occidentale vers les Indes afin de les coloniser. Il y avait des esclaves noirs dans les caravelles, dès le deuxième voyage de Colomb en 1492.
En 1493, le pape Alexandre VI promulgue la bulle Inter caetera qui partage les terres du Nouveau Monde entre l'Espagne et le Portugal. La limite est fixée 100 lieues à l'ouest du Cap-Vert, les terres situées à l'Est de cette ligne (Afrique comprise) étant attribuées au Portugal, les autres à l'Espagne. Cette limite est modifiée le 7 juin 1494, lorsque l'Espagne et le Portugal signent le traité de Tordesillas, approuvé par Alexandre VI, par lequel ces deux puissances déplacent la ligne de partage à 370 lieues à l'ouest du Cap-Vert.
En 1497, les Espagnols prennent Melilla sur la côte nord africaine. Ce sera le début d'une série d'implantations de présides, parmi lesquelles figure également la prise d'Oran en 1509. En 1515, le royaume de Navarre vient s'ajouter aux possessions de la couronne.
À la mort de Ferdinand d'Aragon, en 1516, son petit-fils, Charles Quint, devient le premier vrai roi d'Espagne.

### Puissance européenne et mondiale

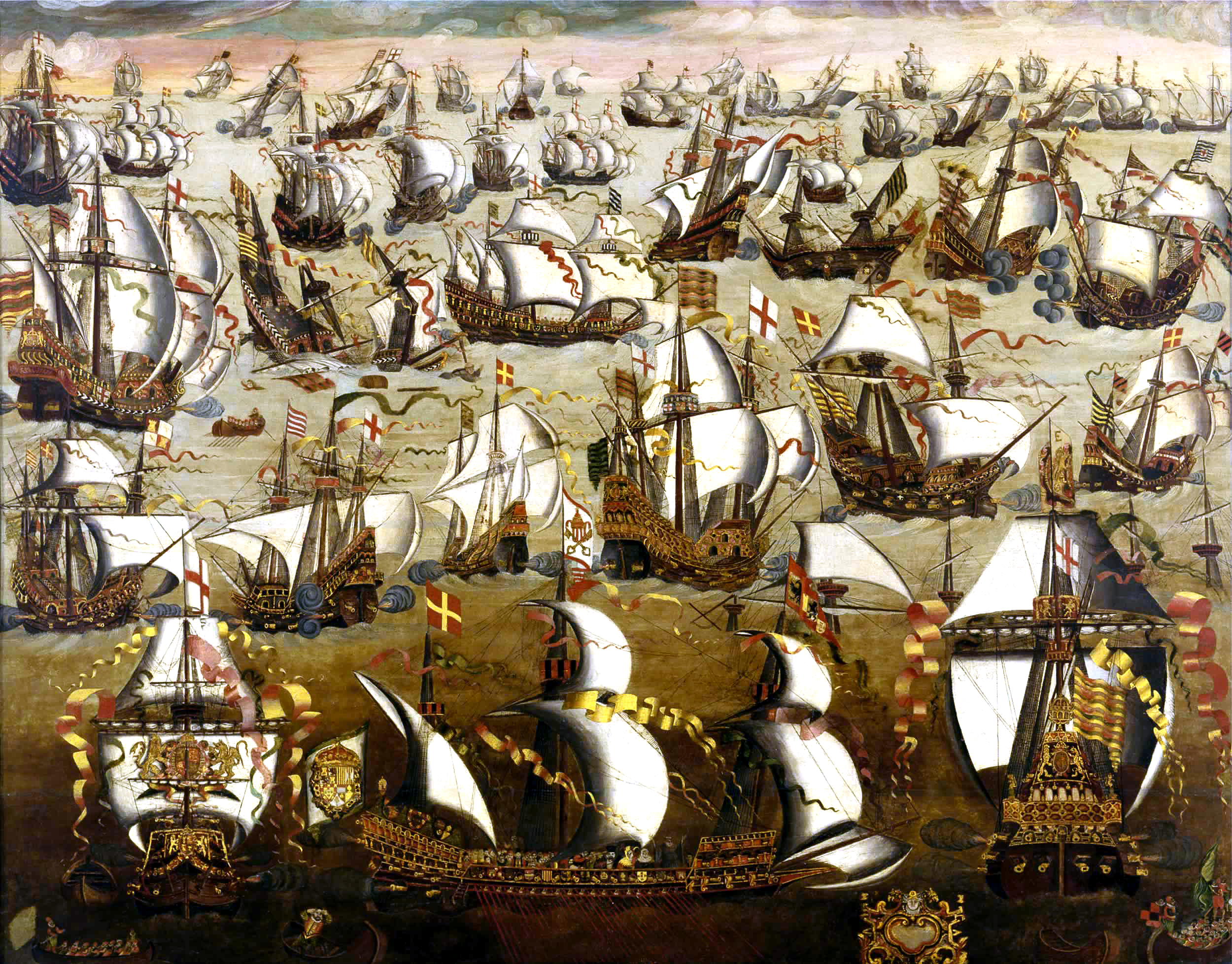
L'Invincible Armada espagnole, coulée par la flotte anglaise.

Le XVIe siècle voit la puissance espagnole atteindre son apogée avec la réunion sous l'autorité de Charles Quint et de son fils Philippe II d'un nombre extraordinaire de possessions rassemblées par la politique matrimoniale des Habsbourg, les exploits des conquistadors et leurs propres faits d'armes, Charles Quint est l'empereur sur des territoires sur lesquels le soleil ne se couche jamais :
- en Espagne : les couronnes de Castille et d'Aragon ;
- en Europe centrale : Autriche, Hongrie, Bohême, Moravie, Silésie, Lusace, Tyrol, Carinthie, Styrie, Carniole, jusqu'en 1558 ;
- Artois, Franche-Comté et Charolais ;
- Pays-Bas bourguignons puis Pays-Bas espagnols ; indépendance des Pays-Bas du nord en 1580 (naissance des Provinces-Unies) ;
- Duché de Milan (1559-1714) et Royaume de Naples (1282-1442-1860) ;
- Amérique espagnole : Nouvelle-Espagne (Mexique, 1525-1821) ; Pérou (conquis entre 1525 et 1548) ;
- Philippe II y ajoute le Portugal (1580-1640) et ses colonies ;
- Philippines (1565-1898).

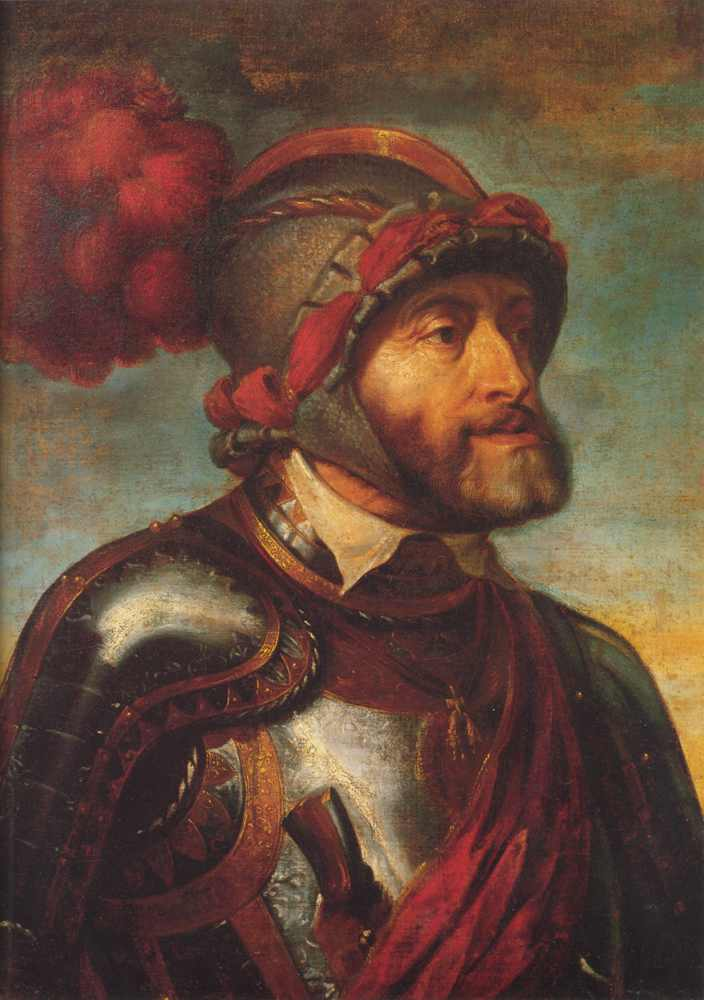
Charles Quint (1500-1558) : roi de Castille (1516) puis empereur (1519). Son règne voit la conquête des empires aztèque et inca.

Au XVIe siècle, les couronnes d'Aragon et de Castille restent séparées, même si elles sont placées sous l'autorité du même souverain. En 1500, la couronne d'Aragon, qui comprend les royaumes d'Aragon et de Valence, la principauté de Catalogne et les Baléares, compte un peu moins d'un million d'habitants. La couronne de Castille, qui regroupe le reste de l'Espagne continentale, abrite, elle, environ quatre millions d'habitants. Il faudra attendre la guerre de Succession d'Espagne, au XVIIIe siècle pour que ces différentes entités soient fondues au sein du royaume d'Espagne.
Les Habsbourg fixent leur capitale à Valladolid dès l'arrivée de Charles Quint en Espagne, en 1517. Elle le restera jusqu'en 1561, date à laquelle Philippe II fixe la capitale à Madrid.
Cette puissance alerte en particulier la France, cernée par les terres des Habsbourg. L'or et l'argent de l'Amérique affluent en Espagne et permettent à Philippe II de poursuivre la politique d'hégémonie. Mais cette puissance est fragile, comme en témoigne la défaite de l'Invincible Armada face aux Anglais et une terrible tempête en 1588. La diversité des territoires réunis sous un même sceptre ne correspond à aucun sentiment national commun. La cohésion est forcée par une puissance militaire sans égale en Europe, mais qui absorbe une partie trop importante des ressources financières et humaines.
De plus, malgré les arrivages abondants de métaux précieux du Nouveau Monde, ceux-ci étaient immédiatement convertis en monnaie expédiée au loin afin de payer les troupes militaires. En 1597, lors des plus gros arrivages, a lieu la banqueroute. L'inflation que Philippe II d'Espagne avait essayé d'empêcher au cours de son règne se déploie lors de celui de son successeur. Chose plus grave, l'économie du royaume est en récession. L'agriculture, aux prises avec un climat difficile (sécheresse des plateaux de Castille), souffre en outre des énormes inégalités de propriété des éleveurs de troupeaux, la Mesta. Celle-ci, qui paie au Trésor d'énormes redevances, a des terres toujours plus vastes aux dépens de celles labourables. Les prémices du déclin se font sentir lors des vagues de migrations vers l'Amérique, auxquelles il faut ajouter l'expulsion de près de 150 000 Morisques en 1609 puis des Morisques restants en 1611. Cette perte est estimée à quatre à cinq cent mille sujets.
Au sein du pays, les Habsbourg ont tenté d'affermir l'absolutisme mais se sont heurtés à diverses résistances et révoltes écrasées dans le sang.

### Siècle d'or espagnol

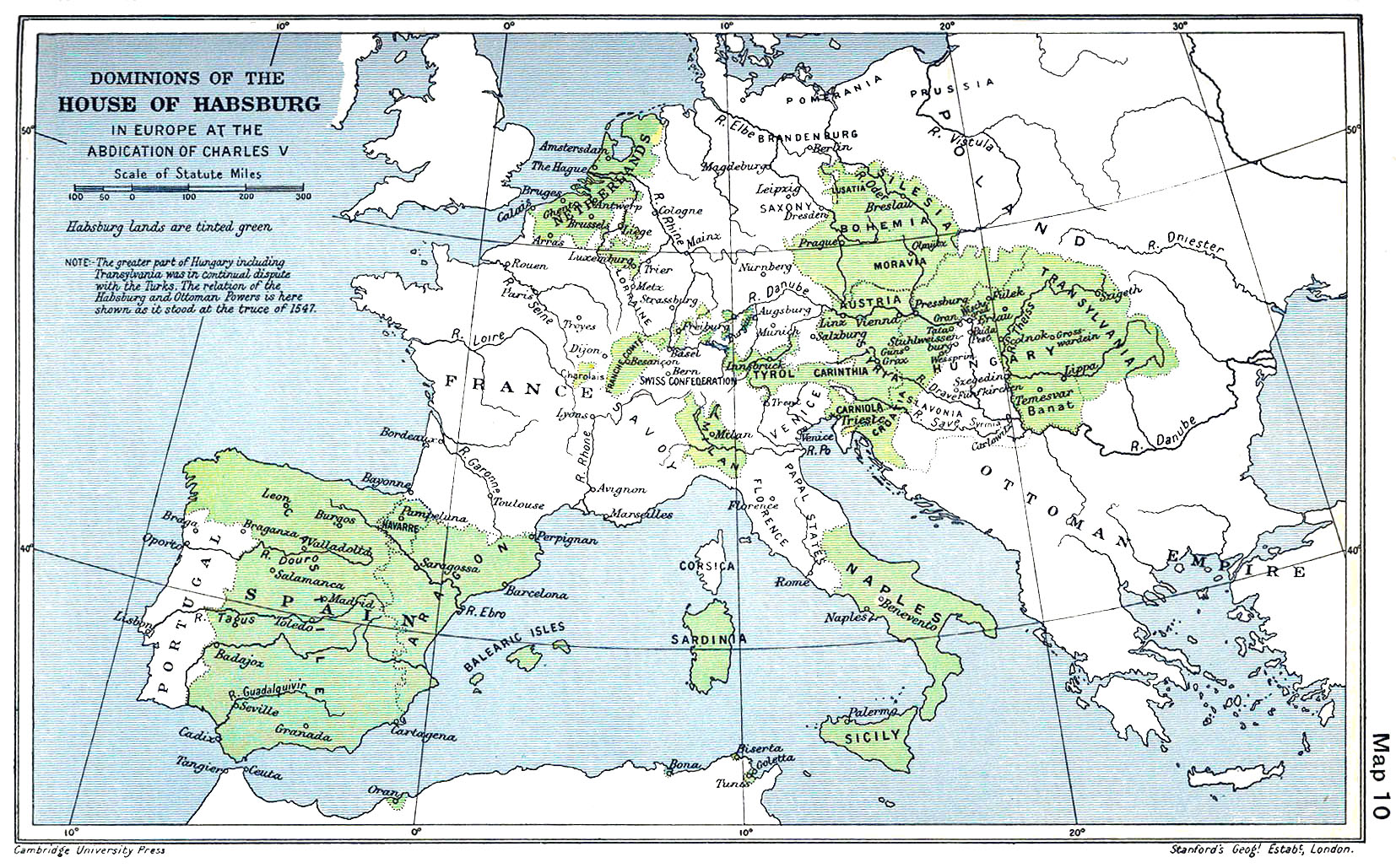
Les possessions de Charles Quint, vers 1547. Les territoires sous le contrôle du Habsbourg sont en vert

L'Espagne du "siècle d'or" (vers 1492 / vers 1648) est le bastion du catholicisme contre la Réforme et les mahométans (victoire navale de Lépante). Saint François Xavier part évangéliser l'Extrême-Orient dans la première moitié du XVIe siècle et participe à la fondation de la Compagnie de Jésus en 1534, aux côtés de saint Ignace de Loyola. Sainte Thérèse d'Avila (1515-1582) réforme et fonde de nombreux couvents et s'impose comme un maître de la spiritualité chrétienne. Saint Jean de la Croix (1542-1591) est un autre grand mystique espagnol qui réforme la branche masculine de l'Ordre du Carmel. Dans le domaine des arts, les peintres espagnols, comme Diego Vélasquez ou Le Greco, se distinguent et rayonnent sur le continent européen.
Gaspar de Guzmán, comte d'Olivares (1587-1645), favori et premier ministre de Philippe IV entreprend d'importantes réformes comme la lutte contre la corruption et l'inflation, la centralisation de l'administration et le soutien au mercantilisme. Malgré tout, il ne peut empêcher le pays de décliner et ne peut éviter la banqueroute de 1627. Il appuie la Maison d'Autriche en butte aux conflits de la guerre de Trente Ans, qui déborde sur le soulèvement des Pays-Bas espagnols, et s'oppose à la politique de la France dirigée par Richelieu. En 1640, le Portugal se détache de l'Espagne après la révolte de Lisbonne. Les Espagnols perdent la bataille de Rocroi, en 1643, et doivent céder le comté de Roussillon et le comté d'Artois. La régence puis le règne du « roi débile », Charles II, précipitent la fin du siècle d'or. Sa mort sans héritier, en 1700, ouvre la guerre de Succession d'Espagne (1701-1713) entre les dynasties française et autrichienne.

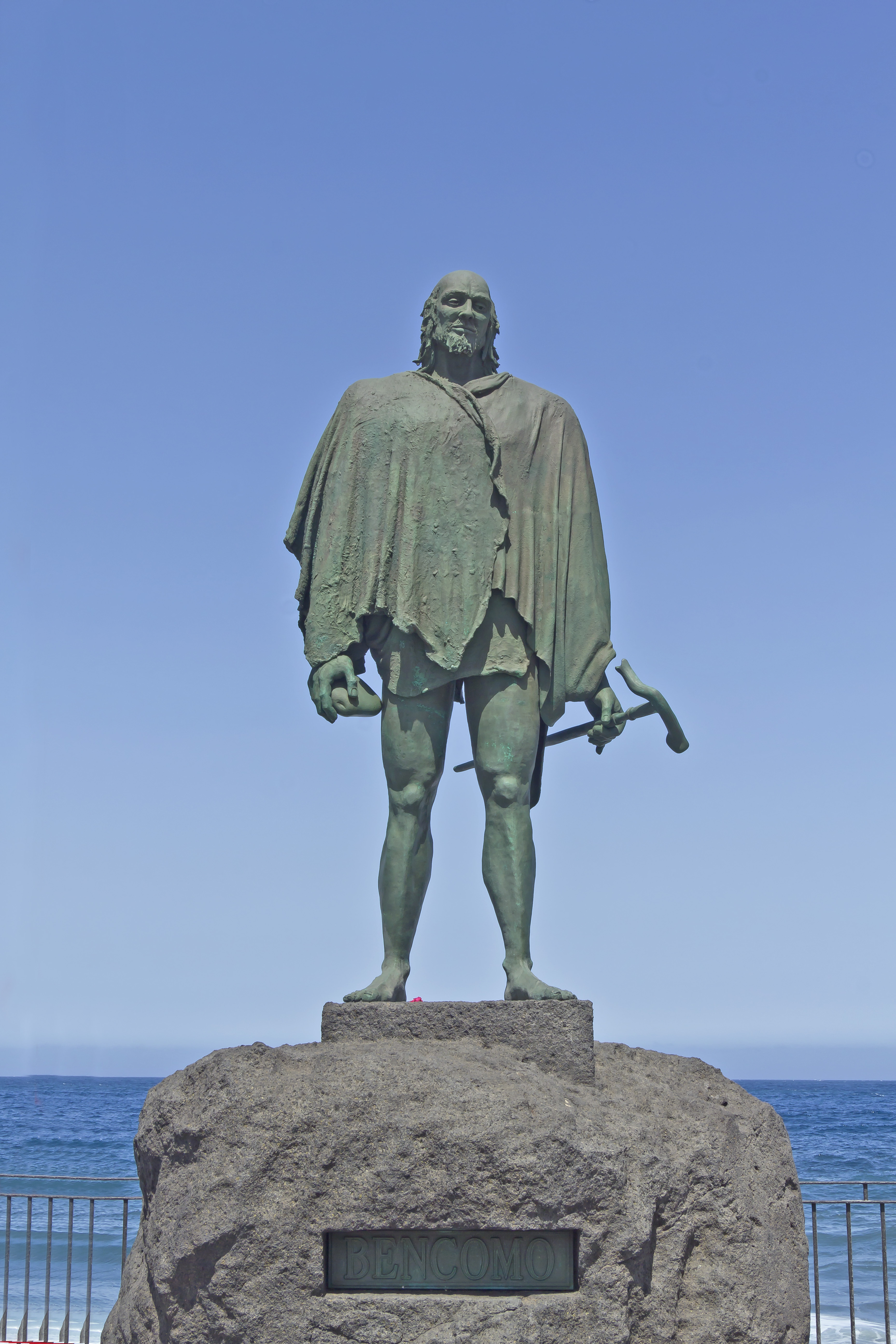
Bencomo était un mencey guanche de Tenerife, qui a dirigé la résistance native sur cette île au large de la conquête espagnole.

Les traités d'Utrecht (1713) amputent la puissance espagnole de plusieurs territoires en Italie et aux Pays-Bas ; Gibraltar et Minorque deviennent des bases navales de la Grande-Bretagne. Le petit-fils de Louis XIV, héritier de la Maison de Bourbon, devient roi d'Espagne sous le nom de Philippe V d'Espagne. L'Espagne n'est plus une puissance majeure du continent et ses liens dynastiques avec l'Autriche sont rompus.

### Conquête des îles Canaries
La conquête des îles Canaries par la Couronne de Castille a eu lieu entre 1402 et 1496. Elle peut être divisée en deux grandes périodes, la Conquista señorial, réalisée par noblesse castillane en échange d'une alliance d'allégeance à la couronne, et de la Conquista realenga, réalisée par la couronne espagnole elle-même, sous le règne des « Rois catholiques ».

## Époque moderne

### Siècle des Lumières

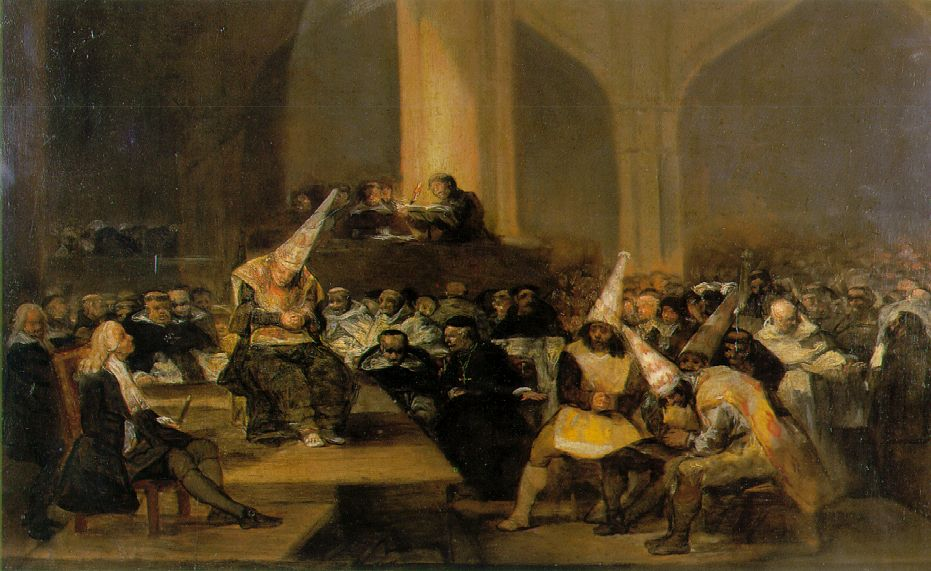
L'Inquisition espagnole, par Francisco Goya. Elle ne fut définitivement abolie qu'en 1834.

Au XVIIIe siècle, l'Espagne perd de son influence tant en Europe qu'outre-mer. Les principales causes de ce déclin sont une crise économique qui touche en particulier les colonies espagnoles, le relatif isolement de l'Espagne et la rivalité avec la Grande-Bretagne.
La tentative de Philippe V de reprendre une partie de l'Italie déclenche la guerre de 1718-1720, qui voit la défaite de l'Espagne qui, dès lors, réduit ses ambitions. Les Bourbons, en particulier Charles III d'Espagne souhaitent régner en despotes éclairés : les jésuites sont expulsés en 1767, les écoles sont sécularisées mais une éducation raciste (Noirs, Indiens) y règne. L'activité de Pedro Pablo Abarca de Bolea, comte d'Aranda et président du conseil de Castille de 1766 à 1773, date à laquelle il est nommé ambassadeur en France, est alors décisive. L'Inquisition reste cependant puissante et ne sera abolie que plus tard, sous le régime napoléonien.
La philosophie des Lumières ne touche qu'une petite partie des élites espagnoles. Un décret de 1773 incite les nobles à s'investir dans les activités productives plutôt que dans les dépenses somptuaires. Selon l'entente tacite du pacte de Famille, l'Espagne est solidaire de la France au moment de la guerre de Sept Ans. Le traité de Paris du 10 février 1763 met fin à ce conflit à la suite duquel l'Espagne perd la Floride et récupère la Louisiane française. En 1776, l'Espagne s'engage aux côtés de la France et des insurgés américains dans la guerre d'indépendance des États-Unis. Cette participation lui permet de reprendre d'importants territoires en Amérique du Nord et notamment la Floride.

### Époque révolutionnaire et Napoléon

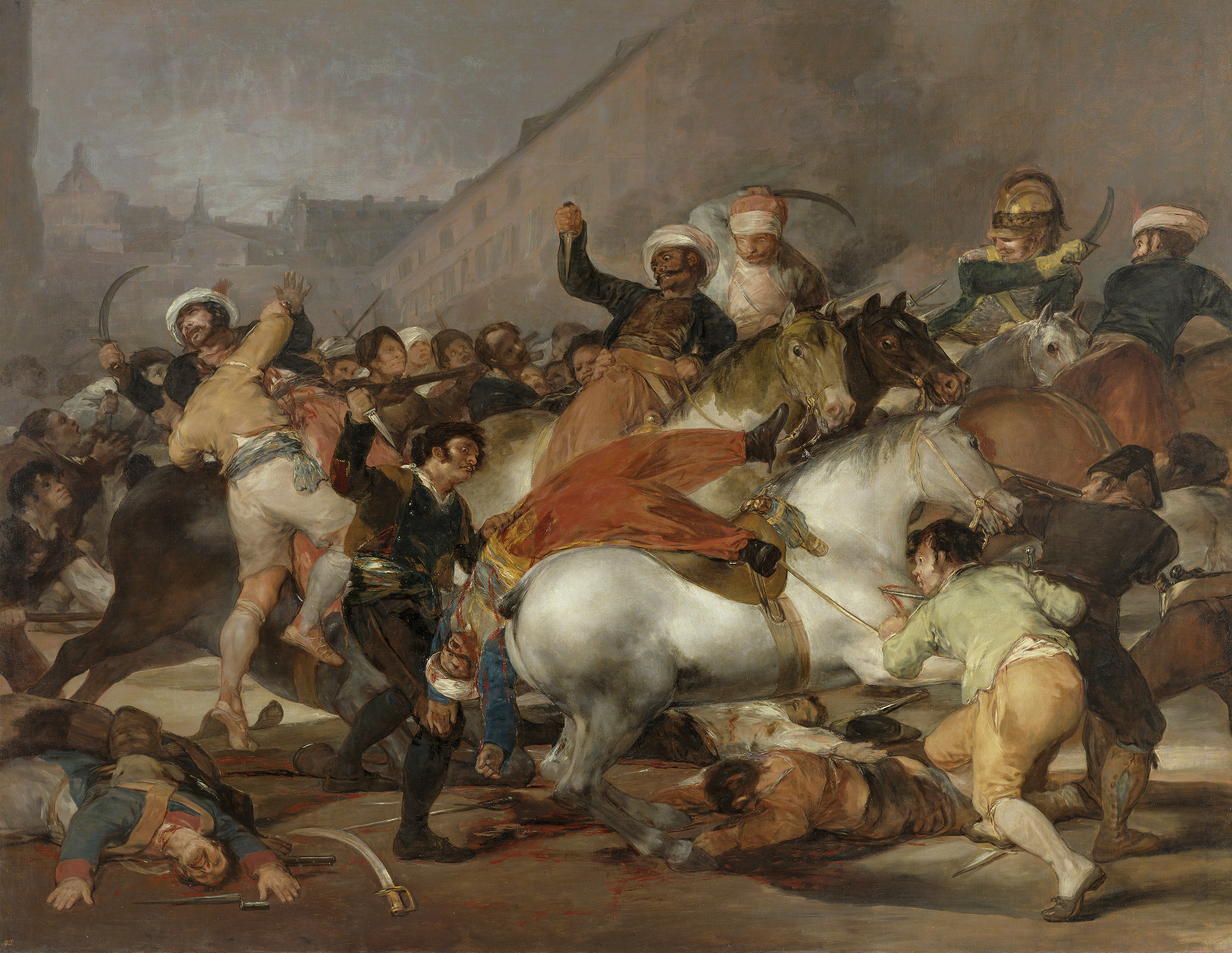
Francisco Goya, Dos de Mayo. Le 2 mai 1808, la population madrilène se soulève contre l'occupation française.

Le roi Charles III redresse ainsi quelque peu le pays, jusqu'à sa mort le 14 décembre 1788. Son fils Charles IV lui succède. Le nouveau souverain est un personnage effacé, complaisant et sous l'influence de sa femme Marie-Louise de Parme. Il nomme l'amant de celle-ci, Manuel Godoy, au poste de secrétaire d'État (chef du gouvernement) en 1792.
La Révolution française, voisine, suscite une forte hostilité parmi la population espagnole. Et après l'exécution de Louis XVI en 1793, le souverain madrilène de la dynastie Bourbon déclare la guerre à la jeune République. Ce conflit tourne à l'avantage des Français ; et l'Espagne signe en 1795 le Traité de Bâle, par lequel elle abandonne la partie orientale de l'île de Saint Domingue à la France. Les liens entre les deux États se resserrent peu après, avec le traité de San Ildefonso de 1796. Pour autant, tous les conflits ne sont pas réglés. La flotte espagnole est défaite par les Britanniques au cap Saint-Vincent. À la suite de cela, Manuel Godoy doit démissionner en 1798.
Un nouveau traité est signé à San Ildefonso en 1800 par lequel la Louisiane est restituée à la France, qui l'avait cédée en 1762. En 1801 Manuel Godoy reste très influent à la cour de Charles IV, qui compte sur lui pour entretenir de bonnes relations avec Napoléon Bonaparte, alors 1er consul de la République française. De fait, les deux États s'entendent pour envahir le Portugal, au cours de la guerre dite des oranges. L'armée espagnole, menée par Manuel Godoy, la remporte en un mois.
Un nouvel équilibre entre les puissances européennes se profile. Un traité de paix est signé à Amiens en 1802 entre le Royaume-Uni d'une part, la France, les Pays-Bas et l'Espagne d'autre part. Mais les intérêts espagnols y sont sacrifiés. En effet, bien que les Britanniques restituent l'île de Minorque, la souveraineté portugaise est confortée. L'équilibre est éphémère. Les hostilités reprennent quand William Pitt prend la tête du gouvernement à Londres, ainsi que de la troisième Coalition contre la France. En 1805 face à la flotte britannique, les deux marines alliées, espagnole et française, sont vaincues à Trafalgar.
L'opposition interne au roi Charles IV a grandi au fil des années. Il est renversé le 19 mars 1808 par son propre fils Ferdinand VII soutenu par la population madrilène. Charles IV en appelle alors à Napoléon Ier, désormais empereur. Mais le 2 mai, Madrid se soulève contre les troupes français installées depuis l'année précédente. Manuel Godoy, menacé de mort par ses compatriotes, est exfiltré par le général Murat. Le souverain français prend parti ni pour le père ni pour le fils. Il préfère les pousser tous deux à abdiquer, en sa faveur, le 12 mai à Bayonne. En compensation, Charles IV obtient des terres et des revenus en France, et Ferdinand VII la couronne de Ligurie. L'empereur a choisi de faire de l'Espagne un royaume vassal. Et il en confie le trône à son frère aîné Joseph Bonaparte, qui prend le nom de José 1er – premier et dernier écrira plus tard dans ses mémoires le général Thiébault. Le 7 juillet, le nouveau monarque prête serment sur la constitution de Bayonne, la première qui ait été donnée à l'Espagne. Le même jour, il reçoit le serment de fidélité des membres du Conseil espagnol. Car les classes supérieures libérales modérées acceptent ce changement de dynastie. Elles sont appelées : les afrancesados.
À la suite des madrilènes, les classes populaires rurales se soulèvent. Elles s'organisent en milices pour combattre les occupants napoléoniens. C'est le début d'un conflit long et violent. Les Français l'appellent la guerre d'Espagne, alors que les Espagnols le nomment la guerra de Independencia. L'artiste Francisco de Goya peint de nombreux tableaux pendant cette période ; ses représentations très marquantes, et innovantes, des ravages de la guerre, deviendront célèbres.
Alors que l'Europe est en guerre, des troubles agitent aussi, à partir de 1809, l'Amérique latine. Ces altercations sont les prémices des indépendances hispano-américaines.
Les militaires français sont non seulement harcelés par la guérilla populaire, mais en plus ils perdent plusieurs batailles contre des troupes portugaises, espagnoles et britanniques dirigées conjointement par Lord Wellington. Les forces occupantes sont finalement obligées de se retirer. Le 18 mars 1812, les Cortès de Cadix promulguent une nouvelle constitution d'inspiration libérale. Joseph Bonaparte abandonne son trône. Ferdinand VII est restauré le 11 décembre 1813 et abroge la constitution le 4 mai 1814.

### Période de forte instabilité
Ferdinand VII se révèle très vite un souverain autoritaire. Confronté à de violentes révoltes, il est contraint en 1822 de proclamer une Constitution qu'il ne respecte pas. Il rétablit l'Inquisition et persécute les libéraux. Le général Rafael del Riego, avec la complicité d'autres officiers, organisa une mutinerie le 1er janvier 1820 et exigea le rétablissement de la constitution de 1812. Les troupes de Riego marchèrent sur les principales villes d'Andalousie, dans l'espoir de provoquer une insurrection anti-royaliste, mais la population locale manifesta une certaine indifférence. En revanche une révolte éclata en Galice et se propagea rapidement à travers l'Espagne. Le 7 mars 1820, le palais royal de Madrid fut encerclé par les soldats du général Ballesteros, et dès le 10 mars, le roi accepta de rétablir la constitution. Ce dernier fit alors appel à la France qui intervint en 1823 par l'Expédition d'Espagne. Ferdinand VII retrouva tous ses pouvoirs et inaugura une période de terreur blanche qui dura dix années.
Entre 1818 et 1830, toutes les colonies espagnoles d'Amérique latine obtiennent leur indépendance (sauf Porto Rico, Cuba et les Philippines). L'Espagne se tourne alors vers le Maroc en 1906 et y établit un protectorat en 1912.
À partir des années 1850, de grandes révoltes paysannes secouent l'Andalousie. Elles se placent bientôt sous l'étendard de l'anarchisme, à la faveur de la diffusion des thèses de Mikhaïl Bakounine dans la région.
La mort de Ferdinand VII entraîne une crise dynastique (1833-1840) qui débouche sur une guerre civile entre les partisans d'Isabelle II d'Espagne et les carlistes partisans de Don Carlos et de l'absolutisme. Ces derniers sont finalement vaincus. Le règne personnel d'Isabelle II (1843-1868) a été assez impopulaire et agité. La reine ne semble pas avoir porté un grand intérêt à la politique. Assez rapidement, la réalité du pouvoir appartient à l'armée et ce sont des généraux qui contrôlent le pays. En 1868, le général Joan Prim lance une révolution et force la reine Isabelle, le 30 septembre, à s'exiler en France. Elle abdique en 1870. Le duc Amédée de Savoie est choisi pour lui succéder : il abdique en 1873. Devant la situation inextricable, la République est proclamée le 11 février 1873. L'industrialisation du pays reste timide, l'économie est à l'image du pays, dépossédé de ses colonies, marqué par les guerres napoléoniennes et les guerres civiles. Le pays reste donc en marge de l'Europe tandis que Français, Britanniques et Allemands développent des industries puissantes. La première ligne de chemin de fer est construite en 1848.

### Restauration

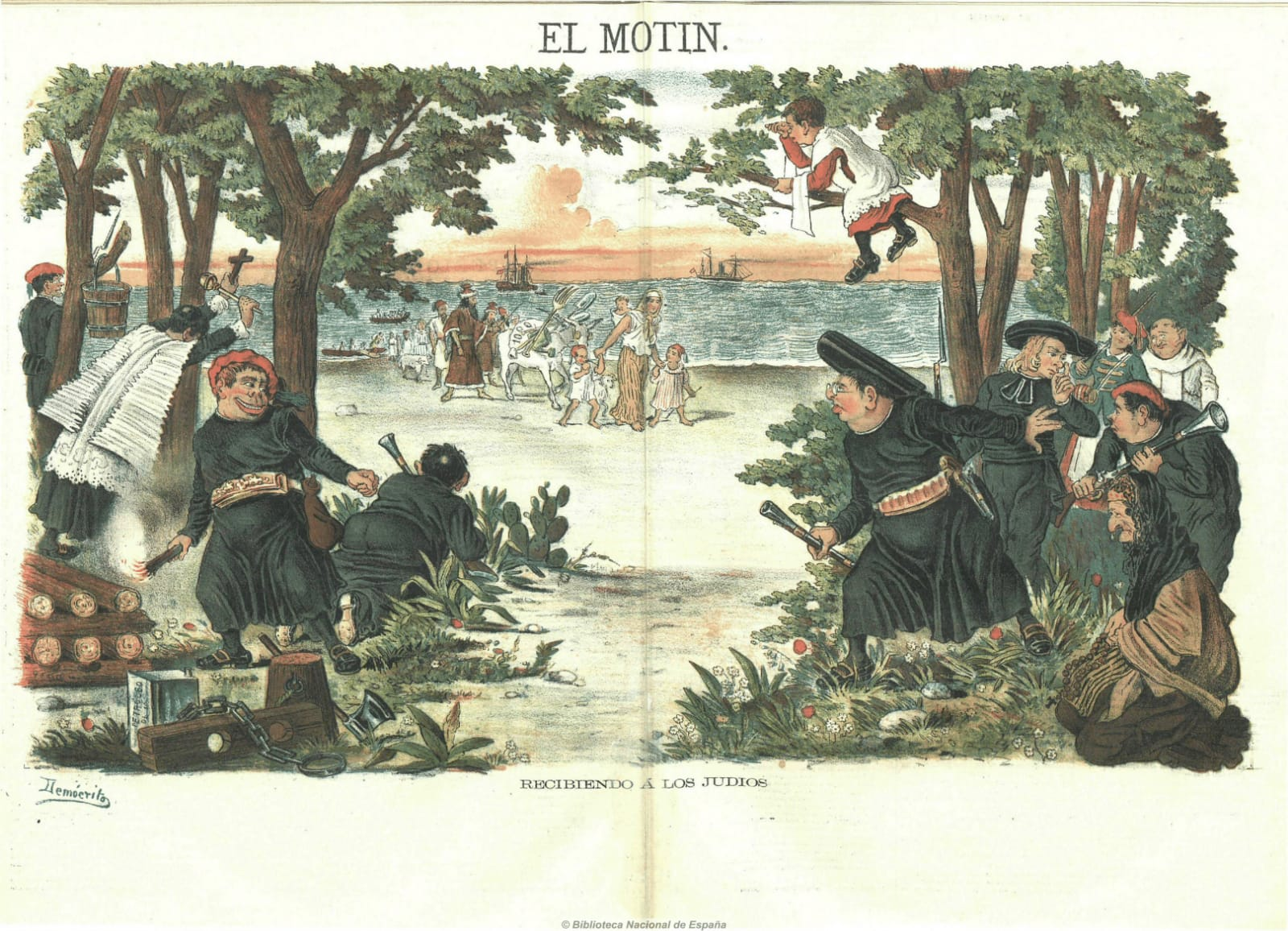
Recibiendo a los judíos (« Réception des Juifs »), « El Motin » no 15, p. 2, le 17 juillet 1881.

En 1874, les Bourbons sont restaurés en la personne d'Alphonse XII, fils d'Isabelle II, et une monarchie constitutionnelle (1876) stable s'installe. La crise agraire, le retard industriel, les revendications autonomistes de la Catalogne, les grèves et l'anarchisme secouent le pays. Pendant la minorité d'Alphonse XIII, l'Espagne se lance dans la guerre hispano-américaine contre les États-Unis et perd Cuba, Porto Rico et les Philippines en 1898.
Neutre pendant la Première Guerre mondiale, l'Espagne est vivement touchée par la grippe espagnole. Le gouvernement doit faire face à une grève générale en 1917. Dans les grandes exploitations de l'Espagne méridionale cultivées par des ouvriers agricoles, les années 1918-1920 furent baptisées les « trois années bolchéviques ». Elles furent le lieu d'une « vague montante d'organisations, de grèves, de confrontations et de réunions » encouragée par les nouvelles selon lesquelles, en Russie, les communistes distribuaient les terres aux paysans pauvres. Les occupations de terres se répandent et des républiques de type bolchévique sont proclamées dans certaines villes ; 20 000 soldats sont mobilisés pour réprimer la révolte. L'agitation n'est pas confinée au sud : à Barcelone, le gouvernement déclare l'état d'urgence et fait interner 3 000 grévistes.
Au Maroc espagnol, la révolte d'Abd el-Krim dans les années 1920 provoque la guerre du Rif. Le général Primo de Rivera s'impose comme premier ministre après le coup d'État du 13 septembre 1923. Il prend des mesures radicales qui instituent une dictature, s'appuyant sur l'armée pour écraser l'opposition et le mouvement ouvrier. La plupart des dirigeants communistes et anarchistes sont contraints de s'exiler. Il engage aussi une série de grands travaux pour moderniser le pays. Son autoritarisme, la crise économique de 1929, la persistance du problème agraire et les mécontentements visibles dans tout le pays ont raison de lui : il s'exile en 1930, suivi du roi en 1931. La Seconde République espagnole est proclamée.

### Seconde République
La Seconde République repose sur une nouvelle constitution libérale qui instaure le suffrage universel. Elle prend des mesures en faveur des paysans (loi agraire du 15 septembre 1932), des femmes (droit de vote, divorce autorisé) et des autonomies catalane et basque. Les titres de noblesse sont abolis et le pouvoir du clergé et de l'armée se trouve diminué. 
Manuel Azaña est président du conseil de 1931 à 1933 et devient dirigeant du Front populaire (Frente popular) en 1936. D'abord chef du gouvernement, il est élu président de la République en mai et assiste, impuissant, au « printemps tragique ».
En proie à une grave crise politique ponctuée de grèves, d'enlèvements, d'assassinats d'opposants comme celui du dirigeant monarchiste José Calvo Sotelo, le pays se délite sous ses yeux. En juillet 1936, les généraux Émilio Mola et Francisco Franco organisent un soulèvement militaire nationaliste et le putsch qui rallie plusieurs régions d'Espagne et marque le début de la guerre civile. Dolores Ibárruri, plus connue sous le nom de La Pasionaria, se dresse pour défendre la république avec le célèbre slogan ¡No pasarán! (« Ils ne passeront pas »), lancé du balcon du ministère de l'Intérieur au moment de l'offensive franquiste contre Madrid.
Le camp républicain incarne, au début du conflit, le gouvernement légal de la Seconde République, appuyé par des militants représentant diverses tendances progressistes et surnommés les rojos (« rouges »). Le camp nationaliste est constitué de rebelles appelés nacionalistas (« nationalistes ») ou facciosos (« factieux »). Cette guerre prend aussi la forme, dans certains territoires contrôlés par les rojos, d'une révolution sociale qui crée des conditions de collectivisation des terres et des usines et qui permet l'expérience de nouvelles relations sociales et politiques dans ces zones. Le Parti ouvrier d'unification marxiste et la Confédération nationale du travail, syndicat anarchosyndicaliste créé en 1910, vont avoir énormément d'importance. Lors de la tentative de la prise de Barcelone par les troupes franquistes, le groupe anarchiste nosotros (Garcia Oliver, Durruti, Ascaso) sauve la ville des franquistes. Cela va leur valoir peu de temps après d'être appelé au bureau du président de la generalitat de Catalogne, Lluís Companys qui leur donne la gestion de la ville. Companys reste au gouvernement sans aucun impact sur les décisions sociales qui sont du ressort du Comité Central des Milices Antifascistes (CCMA). La Catalogne voit fleurir un élan autogestionnaire et collectiviste qui touche aussi, dans une moindre mesure, l'Aragon, les Asturies, l'Andalousie et Valence.

### Guerre civile
La guerre se déroule de juillet 1936 à avril 1939 et s'achève par la défaite des républicains et l'établissement de la dictature de Francisco Franco.
Au cours de cette guerre civile, les futurs belligérants européens de la Seconde Guerre mondiale commencent à s'affronter indirectement : le Troisième Reich de Hitler et l'Italie de Mussolini apportent leur soutien à Franco, en particulier lors de l'épisode tragique de Guernica. L'Union soviétique vend des armes aux républicains, en échange des réserves d'or espagnoles, les quatrième du monde, tout en cherchant la prise de pouvoir communiste au détriment de la république. Staline ne s'investit pas beaucoup dans cette guerre, il craignait en effet qu'un régime communiste en Espagne ne fasse basculer la France et le Royaume-Uni dans le camp fasciste en réaction[réf. nécessaire]. La France et le Royaume-Uni ne participent pas directement ; ils laissent les Brigades internationales s'engager aux côtés des républicains.

### Espagne franquiste 1939-1975

Armoiries franquistes.

Le nom de franquisme désigne le gouvernement autoritaire et réactionnaire de l'Espagne sous la dictature du caudillo, le général Francisco Franco. 
Entre 1939 et 1944, le régime est répressif envers les anciens Républicains emprisonnés (500 000 détenus en 1940) et les opposants. Franco achève la "contre-révolution" débutée en 1936. Pendant la Seconde Guerre mondiale, Franco annonce la non-belligérance de l'Espagne en 1939, puis adopte juridiquement le statut de neutralité en 1943. La Phalange fortement limitée par Franco dès 1937, contrôle la police politique, l'éducation nationale, la presse, la radio, la propagande et toute la vie économique et syndicale jusqu'en 1943[réf. nécessaire]. Après la guerre, la Phalange est écartée du pouvoir au profit de l'Église catholique, pour différencier le pays des régimes de l'Italie et l'Allemagne.
Plus de 400 000 prisonniers politiques sont utilisés par le gouvernement franquiste comme esclaves. Selon l'historien Javier Rodrigo, « une grande partie des politiques de construction de l'après-guerre sont faites avec le travail forcé de prisonniers de guerre. Ces prisonniers proviennent de camps de concentration nés avec la logique de superposer une politique de violence répressive, de transformation et de rééducation à une logique d'anéantissement et d'élimination directe ». Franco devient, après Hitler, le dictateur à installer le plus grand nombre de camps de concentration en Europe.
Deux grandes étapes se succèdent dans ce gouvernement. Une première, jusqu'en 1957, est caractérisée par l'autarcie économique et par le contrôle du gouvernement par la Phalange. La crise économique et la spéculation économique contre la monnaie menacent le régime. À compter de 1959, avec la visite du président Eisenhower le 21 décembre 1959, le Gouvernement du Général Franco se rapproche des pays occidentaux. La guerre froide permet à Franco ce rapprochement, sans que l'Espagne bénéficie du plan Marshall. Présenté comme un pays anti-communiste, le régime reçoit des aides américaines durant la période. En 1955, l'Espagne entre aux Nations unies. Dans les années 1960, Franco cherche à industrialiser et à ouvrir son pays en promouvant le tourisme. En 1959, après avoir longtemps ménagé les forces en présence, le Caudillo donne la préférence à la tendance « technocratique », animée par l'Opus Dei, qui vise à moderniser l'Espagne sans remettre en cause l'autoritarisme du régime. La tendance "Phalange", fasciste et passéiste, est écartée du pouvoir.
Le régime a abandonné (tacitement) sa structure et son idéologie fascisantes pour une conception du pouvoir et de l'économie de type autoritaire et conservateur, réactionnaire en ce qui concerne les mœurs et la religion. Franco reconnaît le catholicisme comme religion d'État, rétablit le budget du culte, établit des aumôneries dans les écoles, les syndicats et l'armée. Depuis avril 1937, la Phalange espagnole est le parti unique. L'armée est également l'un des appuis du caudillo, avec les grands propriétaires terriens, la haute bourgeoisie industrielle et financière et les classes moyennes naissantes.
Les premières manifestations du mécontentement naissent dans les universités dans les années 1960. Malgré la force de contrôle des syndicats verticaux, commencent les premières grèves et manifestations ouvrières, avec la fondation de l’organisation catholique ouvrière HOAC (confrérie ouvrière d’Action catholique, organisation apostolique, mais aussi embryon de syndicat) et des CC.OO. (Comisiones Obreras). Les grèves, les manifestations d'étudiants et les attentats de l'ETA et des GRAPO, comme celui qui coûte la vie au premier ministre, Luis Carrero Blanco, vont en augmentant à la fin des années 1960. L'Église catholique cesse d'être un appui pour le régime et se range dans l'opposition à partir de 1970. Le pouvoir de Franco diminue alors. Il cède, en juillet-septembre 1974, les fonctions de chef de l'État à Juan Carlos qui est couronné roi d'Espagne conformément à la volonté de son prédécesseur.
Le niveau de vie général est encore relativement faible : les enfants ne sont pas tous scolarisés, les rues de nombreuses villes ne connaissent pas l'asphalte, certains quartiers ne reçoivent pas le courrier, d'autres ne sont pas raccordés au tout-à-l'égout, les systèmes de transport et de santé sont rudimentaires, etc..

### Transition démocratique
Après la mort de Franco, le 20 novembre 1975, le régime évolue vers la démocratie au cours d'une transition qui est négociée entre le secteur réformiste du régime franquiste et les forces d'opposition. Il n'y a donc pas de rupture formelle symbolique avec le régime franquiste. La majorité ne souhaite pas une justice transitionnelle qui poursuive des crimes de justice, une loi d'amnistie est promulguée en 1977, cette loi va écarter la possibilité de la poursuite des crimes franquistes.

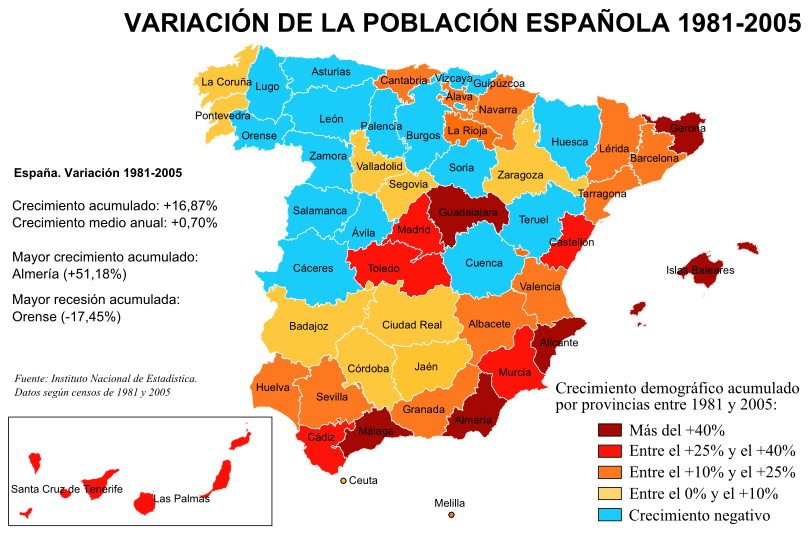
Variation de la population espagnole entre 1981 et 2005.

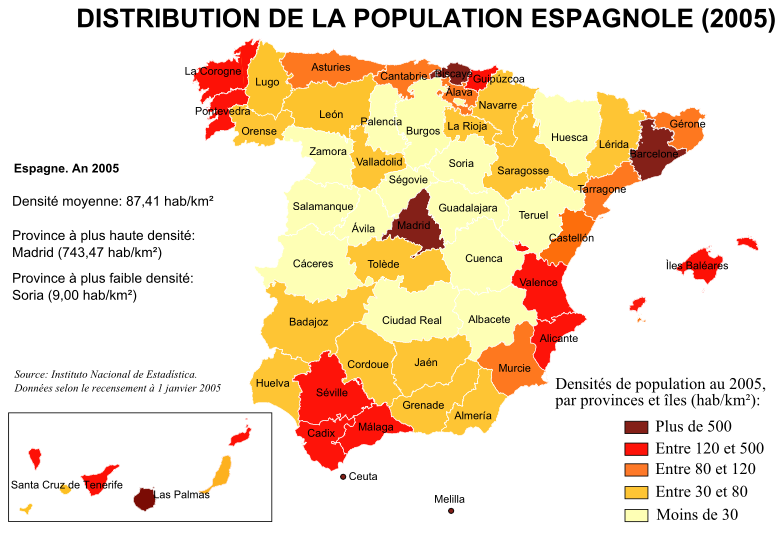
Densité de populations en Espagne par provinces et îles (2005).

Voir aussi les articles suivants :
- Coup d'État du 23F (1981)
- Constitution espagnole de 1978
- Juan Carlos Ier d'Espagne
- Adolfo Suárez
- Leopoldo Calvo Sotelo
- Manuel Fraga Iribarne
- Santiago Carrillo
- Felipe Gonzalez

### Espagne monarchique et démocratique
voir aussi les articles suivants : 
- Felipe González
- José María Aznar
- José Luis Rodríguez Zapatero

#### Espagne européenne
- 1er janvier 1986, l'Espagne a intégré la CEE (Communauté économique européenne).
- 2005 : Les électeurs espagnols approuvent par référendum le Traité constitutionnel européen.

## Questions contemporaines

### Historiographie et naissance du mouvement mémoriel
Depuis la fin du franquisme, un renouvellement important de l'historiographie espagnole a été concomitant d'une période de forte mobilisation en faveur de ce que les Espagnols ont appelé la récupération de la mémoire historique. Pendant la période dite de la transition démocratique, le souvenir de la guerre civile avait hanté les débats politiques et parlementaires. Cela reflétait le traumatisme de la guerre civile et sa violence, mais aussi le fait que les politiques mémorielles franquistes et la gestion de l'histoire, notamment de la guerre civile par le régime franquiste avait entretenu et aggravé une mémoire divisée.
Dans les années 1990, des voix se sont élevées en Espagne pour réclamer un retour critique du pays sur son passé récent et refuser la vision irénique de la guerre civile comme un conflit fratricide dont tous les Espagnols seraient également coupables, pour exiger la condamnation du régime franquiste et la reconnaissance de ses victimes. Au départ ces voix sont très minoritaires, ce n'est qu'à la fin des années 1990 que ces revendications prennent de l'ampleur et bénéficient d'un relais médiatique. Au début des années 2000 est créée l'Association pour la récupération de la mémoire historique (ARMH) qui encourage les exhumations des fosses dans lesquelles elles gisent depuis la guerre pour leur donner une sépulture et leur rendre hommage. Et toutes ces initiatives s'accompagne dans le monde journalistique de la production de nombreux documentaires sur les vaincus et sur la répression franquiste.
Le processus se poursuit au milieu des années 2000 par l'adoption de politiques mémorielles par le gouvernement socialiste de Zapatero dont l'élément le plus important est l'adoption en 2007 de la Loi sur la mémoire historique. Il s'agit d'une loi destinée à la réparation matérielle et symbolique des victimes du franquisme et destinée aussi à retirer de l'espace public les symboles du régime franquiste qui étaient encore très présents. Cette politique mémorielle suscite de vives oppositions à droite, au sein du Parti populaire. La rupture des années 1990 reflète d'une part un changement générationnel, ces revendications sont portées par la génération des petits fils des acteurs de la guerre, notamment des Républicains, qui critiquent l'ambiguïté officielle vis-à-vis du Franquisme et qui ont un discours très critique sur la transition démocratique.

### Immigration des années 2000
À partir de 2001, l'Espagne connaît une vague d'immigration venant de l'Amérique du Sud (surtout de l'Équateur et de la Colombie), de l'Europe de l'Est (de la Roumanie et de l'Ukraine) ou d'origine africaine. Les immigrés arrivent par bateaux ou par voie terrestre d'Afrique du nord ou d'Afrique subsaharienne au péril de leur vie. Les autorités espagnoles ont placé des clôtures barbelées et des patrouilles militaires en place le long de la frontière avec le Maroc pour dissuader les immigrés de s'introduire dans les enclaves de Ceuta et Melilla. Ce mur a fait l'objet d'une attaque massive de nuit, par endroits simultanés, en septembre 2005. Depuis, les Baléares sont devenus également un lieu de tentative pour entrer dans l'Union. La marine espagnole et la Croix-Rouge ont fort à faire avec les immigrés naufragés et ont demandé l'aide de l'Union européenne.

#### Ouvrages
- Patrice Amarger, Une splendide petite guerre : Cuba 1898, Paris, La Bisquine, 2015 (ISBN 979-10-92566-02-4).
- (en) Angel Smith, Historical dictionary of Spain, The Scarecrow press, Lanham (Md.), Toronto, Plymouth, 2009 (2e éd.), XXXVI-745 p.  (ISBN 978-0-8108-5849-7)
- Joseph Pérez, Histoire de l'Espagne, Fayard, 1996, 926 p. (ISBN 978-2213031569, lire en ligne)
- Aline Angoustures, Histoire de l'Espagne au XXe siècle, éditions Complexe, 1993, 370 p. (ISBN 978-2870274934, lire en ligne)

#### Revues
- Cahiers de civilisation espagnole contemporaine de 1808 au temps présent